# Liste der Biografien/Nor
Liste der Biografien |
Portal Biografien |
Personensuche
# |
A |
B |
C |
D |
E |
F |
G |
H |
I |
J |
K |
L |
M |
N |
O |
P |
Q |
R |
S |
T |
U |
V |
W |
X |
Y |
Z |
?
 
Na |
Nb |
Nc |
Nd |
Ne |
Nf |
Ng |
Nh |
Ni |
Nj |
Nk |
Nl |
Nm |
Nn |
No |
Nr |
Ns |
Nt |
Nu |
Nv |
Nw |
Nx |
Ny |
Nz
 
Noa |
Nob |
Noc |
Nod |
Noe |
Nof |
Nog |
Noh |
Noi |
Noj |
Nok |
Nol |
Nom |
Non |
Noo |
Nop |
Nor |
Nos |
Not |
Nou |
Nov |
Now |
Nox |
Noy |
Noz
Die Liste der Biografien führt alle Personen auf, die in der deutschsprachigen Wikipedia einen Artikel haben. Dieses ist eine Teilliste mit 1129 Einträgen von Personen, deren Namen mit den Buchstaben „Nor“ beginnt.

## Nor

### Nora
- Nora En Pure (* 1990), südafrikanisch-schweizerische DJ und MusikproduzentinNora En Pure (* 1990)

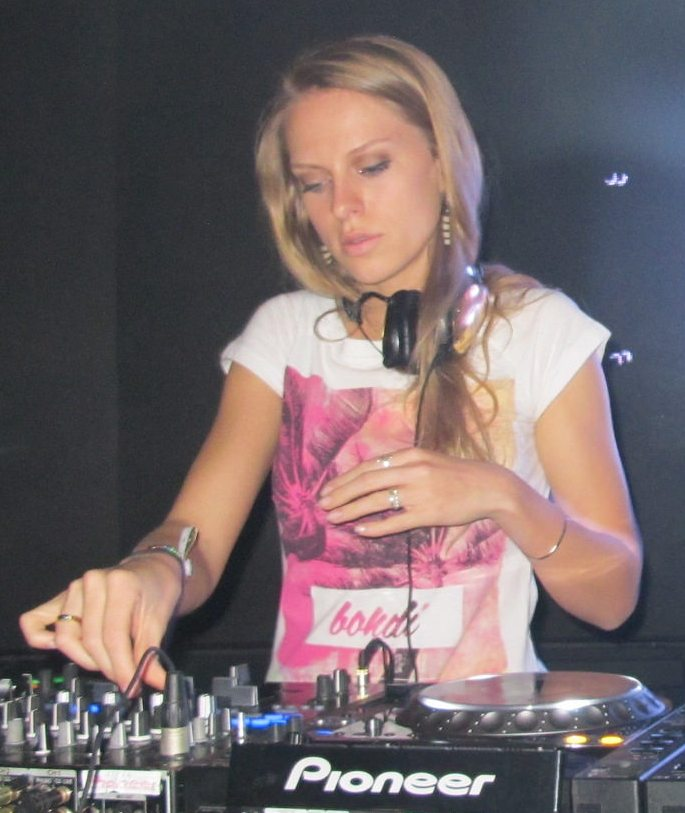
Nora En Pure (* 1990)

- Nora von Liechtenstein (* 1950), liechtensteinisches IOC-Mitglied
- Nora, Pierre (1931–2025), französischer Historiker
- Nora, Salma de (* 1979), spanische Pornodarstellerin
- Norac, Mirko (* 1967), kroatischer General
- Noradounguian, Kevork (* 1968), syrischer armenisch-katholischer Ordensgeistlicher, Ordinarius für die armenischen Gläubigen in Osteuropa
- Noradungyan, Kapriel (1852–1936), osmanischer Außenminister
- Norak, Sandra, deutsche Juristin und Aktivistin für die Abschaffung der Prostitution
- Norambuena, Arturo (* 1971), chilenischer Fußballspieler
- Noraphat Kaikaew (* 1990), thailändischer Fußballspieler
- Norazlianah binti Ibrahim, bruneiische Diplomatin

### Norb
- Norbakken, Helge Andreas (* 1965), norwegischer Schlagzeuger
- Norbanus, antiker römischer Toreut
- Norbanus Balbus, Lucius († 41), römischer Politiker und Senator in der frühen Kaiserzeit
- Norbanus Flaccus, Gaius, römischer Konsul 38 v. Chr.
- Norbanus Flaccus, Gaius, römischer Senator, Konsul im Jahr 15
- Norbanus Flaccus, Gaius, römischer Konsul 24 v. Chr.
- Norbanus Sorex, Gaius, römischer Schauspieler
- Norbanus, Gaius, römischer Politiker, Konsul 83 v. Chr.
- Norbeck, Peter (1870–1936), US-amerikanischer Politiker
- Norbekov, Husniddin (* 1987), usbekischer paralympischer Leichtathlet
- Nörber, Thomas (1846–1920), deutscher Erzbischof von Freiburg
- Norberg, Anette (* 1966), schwedische Curlerin
- Norberg, Carl (1889–1970), schwedischer Turner
- Norberg, Claudia (* 1970), deutsche Fernsehdarstellerin und UnternehmerinClaudia Norberg (* 1970)

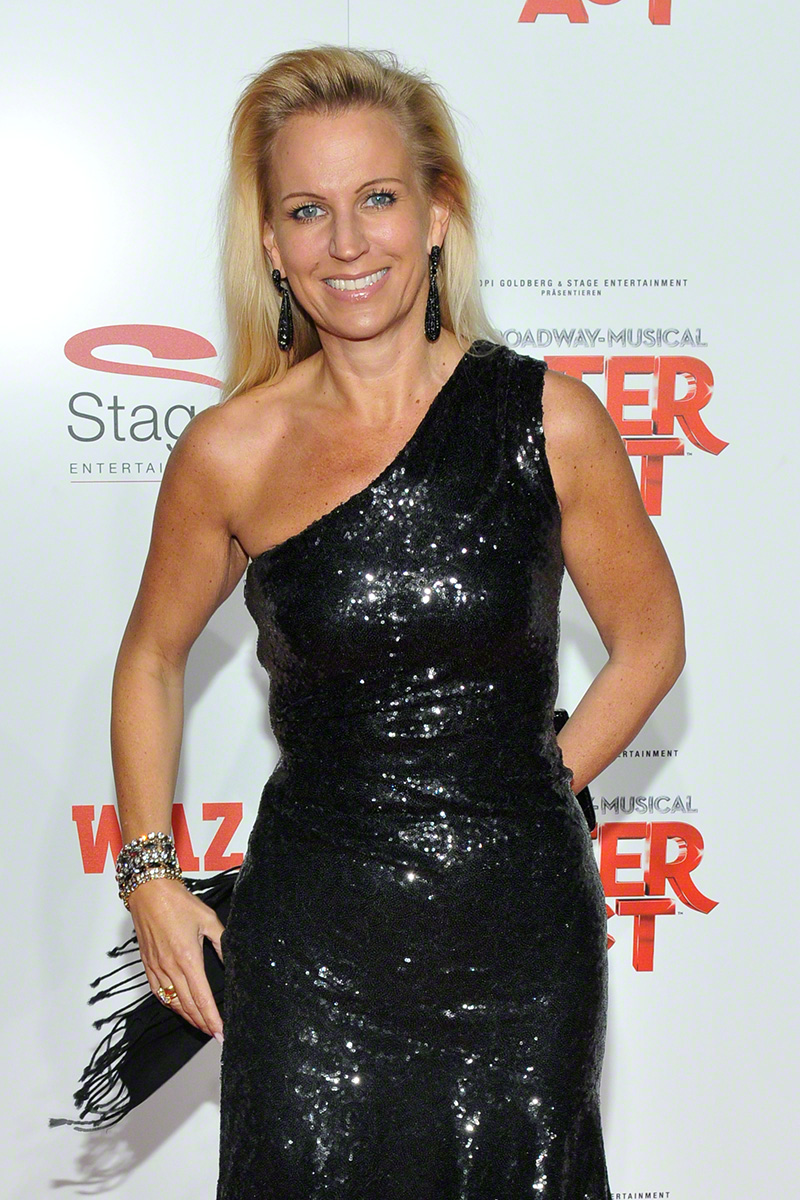
Claudia Norberg (* 1970)

- Norberg, Erik (1883–1954), schwedischer Turner
- Norberg, Hannes (* 1969), deutscher Künstler
- Norberg, Johan (* 1959), schwedischer Jazzmusiker (Gitarre)
- Norberg, Johan (* 1973), schwedischer Schriftsteller, Wissenschaftler und Kapitalismusbefürworter
- Norberg, Lennart (* 1949), schwedischer Eishockeyspieler
- Norberg, Märta (1922–2020), schwedische Skilangläuferin
- Norberg, Tor (1888–1972), schwedischer Turner
- Norberg, Ulf (1941–2024), schwedischer Skispringer
- Norberg-Hodge, Helena (* 1946), schwedische Linguistein und Umweltaktivistin
- Norberg-Schulz, Christian (1926–2000), norwegischer Architekt, Hochschullehrer, Autor und Architekturtheoretiker
- Norbert († 697), Hausmeister (Neustrien)
- Norbert von Brandenburg († 1205), Bischof von Brandenburg
- Norbert von Hohenwart, Domherr von Augsburg und Bischof von Chur
- Norbert von Iburg († 1117), deutscher Abt und Autor
- Norbert von Xanten († 1134), Stifter des Prämonstratenserordens, Erzbischof von MagdeburgNorbert von Xanten († 1134)

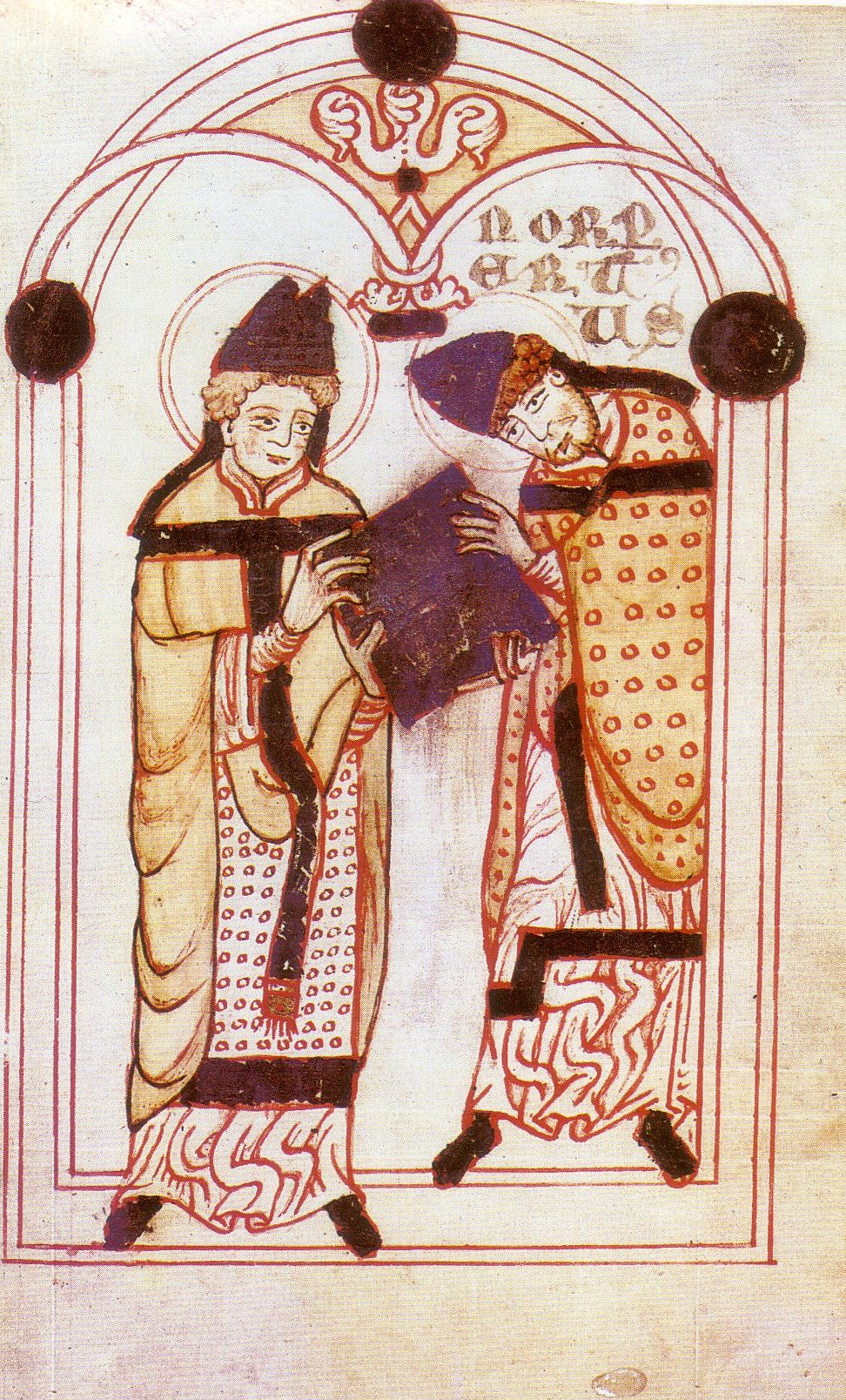
Norbert von Xanten († 1134)

- Norbert, Hannah (1916–1998), österreichisch-britische Schauspielerin und Kabarettistin
- Norbert-Riberolle, Marion (* 1999), französisch-belgische Radrennfahrerin
- Norblad, Albin Walter (1881–1960), schwedisch-US-amerikanischer Politiker
- Norblad, Walter (1908–1964), US-amerikanischer Politiker
- Norblin, Jan Piotr (1745–1830), polnischer Maler französischer Herkunft
- Norblin, Louis Pierre Martin (1781–1854), französischer Violoncellist und Musikpädagoge
- Norbom, Jon Ola (1923–2020), norwegischer Ökonom und Politiker
- Norboyeva, Oʻgʻiloy (* 2004), usbekische Siebenkämpferin
- Norboyeva, Oydin (* 1944), sowjetische und usbekische Schauspielerin
- Norbruis, Alyda (* 1989), niederländische Paracyclerin
- Norbu, Gyalzen († 1961), Sirdar und Angehöriger des Volkes der Sherpa aus Nepal
- Norbu, Khyenrab (1883–1962), tibetischer Mediziner und Astronom, Leibarzt des 13. Dalai Lama
- Norbu, Tsewang (1949–2018), deutscher Menschenrechtler und Bürgerrechtler tibetischer Herkunft
- Norbury, Chris (* 1986), englischer Snookerspieler
- Norbury, Henry, englischer Ritter
- Norbutas, Martynas (* 1981), litauischer Politiker, Vizeminister für Umwelt (Februar 2017 bis 2019)
- Norby, Cæcilie (* 1964), dänische Sängerin
- Nørby, Ellen Trane (* 1980), dänische Politikerin der Partei Venstre und in der Regierung Lars Løkke Rasmussen II Ministerin für Kinder, Unterricht und Gleichstellung
- Nørby, Ghita (* 1935), dänische SchauspielerinGhita Nørby (* 1935)

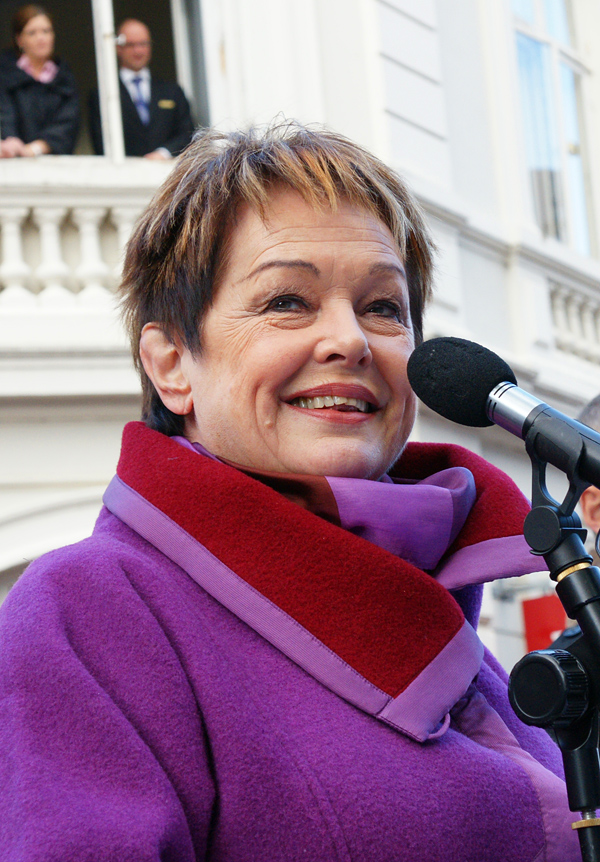
Ghita Nørby (* 1935)

- Norby, Søren, dänischer Flottenführer und königlicher Amtmann
- Norbye, Jonathan (* 2007), norwegischer Fußballspieler
- Norbye, Kaja (* 1999), norwegische Skirennläuferin
- Norbye, Tuva (* 1996), norwegische Skirennläuferin

### Norc
- Norchayev, Husayin (* 2002), usbekischer Fußballspieler
- Norcia, Sugar Ray (* 1954), US-amerikanischer Bluesmusiker
- Norčič, Bine (* 1981), slowenischer Skispringer
- Norčič, Bogdan (1953–2004), jugoslawischer Skispringer
- Norcott, Edmund (1794–1878), britischer Marineoffizier und Gouverneur von Gambia
- Norcross, Amasa (1824–1898), US-amerikanischer Politiker
- Norcross, Donald (* 1958), US-amerikanischer Politiker
- Norcross, Eleanor (1854–1923), US-amerikanische Malerin und Museumsstifterin

### Nord
- Nord Alexis, Pierre (1820–1910), Präsident von Haiti
- Nord, Britta (* 1969), deutsche Übersetzungswissenschaftlerin und Lexikographin
- Nord, Christiane (* 1943), deutsche Übersetzungswissenschaftlerin
- Nord, Cristina (* 1968), deutsche Filmkritikerin und Kuratorin
- Nord, Erich (1881–1935), deutscher Jurist, Publizist, Diplomat und Gesandter
- Nord, Haavard, norwegischer Programmierer
- Nord, Ilona (* 1966), deutsche evangelische Theologin
- Nord, Julie (* 1970), dänische bildende Künstlerin
- Nord, Karl (1912–2003), deutscher Kulturpolitiker (SAPD, SPD), Widerstandskämpfer gegen den Nationalsozialismus
- Nord, Kathleen (1965–2022), deutsche Schwimmerin
- Nord, Ole Tom (* 1940), norwegischer Skispringer
- Nord, Orla (* 1875), dänischer Bahnradsportler
- Nord, Pierre (1900–1985), französischer Widerstandskämpfer und Schriftsteller
- Nord, Richard, US-amerikanischer Filmeditor
- Nord, Thomas (* 1957), deutscher Politiker (Die Linke), MdB, inoffizieller Mitarbeiter der DDR-Staatssicherheit

#### Norda
- Nordahl, Bertil (1917–1998), schwedischer Fußballspieler
- Nordahl, Göran (1928–2019), schwedischer Fußballspieler
- Nordahl, Gösta (1928–2003), schwedischer Fußballspieler
- Nordahl, Gunnar (1921–1995), schwedischer FußballspielerGunnar Nordahl (1921–1995)

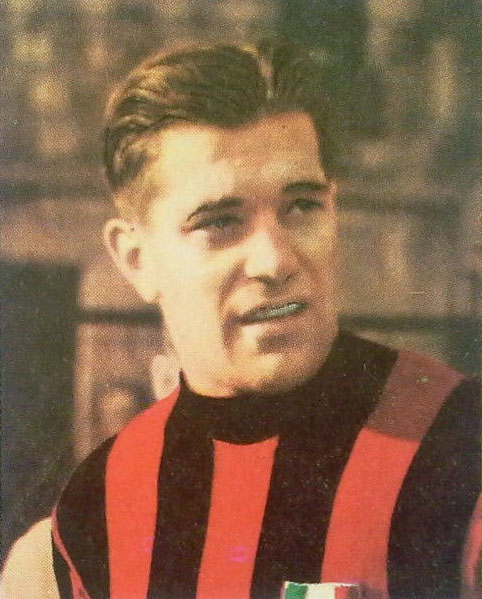
Gunnar Nordahl (1921–1995)

- Nordahl, Jeanette (* 1985), dänische Filmregisseurin und Drehbuchautorin
- Nordahl, Knut (1920–1984), schwedischer Fußballspieler
- Nordahl, Thomas (* 1946), schwedischer Fußballspieler und -trainer
- Nordalm, Jens (* 1969), deutscher Journalist und Autor
- Nordan, Lewis (1939–2012), US-amerikanischer Schriftsteller und Hochschulprofessor
- Nordanus, Martinus († 1620), deutscher Rechtswissenschaftler und Syndicus der Hansestadt Lübeck
- Nordås, Narve Gilje (* 1998), norwegischer Leichtathlet
- Nordau, Max (1849–1923), ungarischer Schriftsteller, Arzt, zionistischer PolitikerMax Nordau (1849–1923)

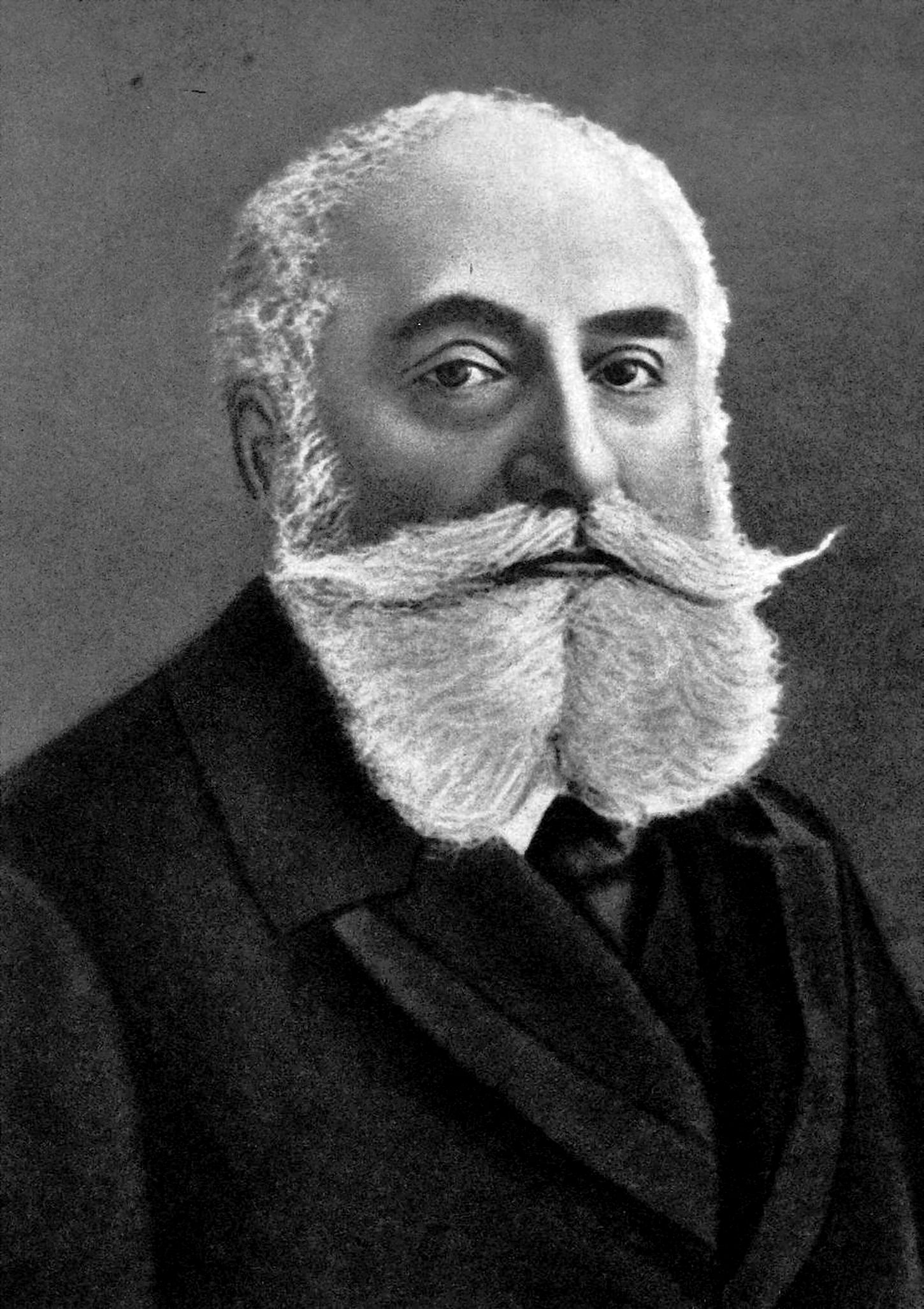
Max Nordau (1849–1923)

#### Nordb
- Nordbäck, Håkan (* 1969), schwedischer Skilangläufer
- Nordbeck, Arnold Wilhelm (1860–1948), deutscher reformierter Pastor
- Nordbeck, Cato (1940–2022), norwegischer Radrennfahrer
- Nordberg, Anders (* 1978), norwegischer Orientierungsläufer
- Nordberg, Bert (* 1956), schwedischer Ingenieur und Unternehmensleiter
- Nordberg, Björn (* 1966), schwedischer Fußballspieler
- Nordberg, Jenny (* 1972), schwedische Journalistin und Autorin
- Nordberg, Jöran (1677–1744), schwedischer Historiker und Geistlicher
- Nordberg, Tommi (* 1971), finnischer Basketballspieler
- Nordberg, Wilhelm (1930–1976), österreichisch-US-amerikanischer Physiker der NASA
- Nordblad, Georg (1894–1970), finnischer Sportschütze
- Nordblom, Pia (* 1961), deutsche Historikerin
- Nordbø, Eldrid (* 1942), norwegische Politikerin
- Nordbø, Rasmus (1915–1983), norwegischer Politiker (Arbeiterpartei), Staatssekretär und Landwirtschaftsminister
- Nordbotten, Jonathan (* 1989), norwegischer Skirennläufer
- Nordbrandt, Henrik (1945–2023), dänischer Schriftsteller
- Nordbruch, Claus (* 1961), deutscher Publizist des rechtsextremen Spektrums
- Nordbruch, Götz (* 1974), deutscher Islamwissenschaftler
- Nordby Tranholm, Bo (* 1979), dänischer Eishockeyspieler
- Nordby, Bente (* 1974), norwegische Fußballtorhüterin
- Nordby, Dordi (* 1964), norwegische Curlerin
- Nordby, Siri (* 1978), norwegische Fußballspielerin
- Nordby, Sverre (1910–1978), norwegischer Fußballspieler

#### Norde
- Norde, Brictius thom († 1557), lutherischer Theologe und Reformator
- Nordebäck, Andreas (* 2004), schwedischer Eiskunstläufer
- Nordeck zur Rabenau, Adalbert von (1817–1892), deutscher Jurist und Politiker (LRP), MdR
- Nordeck zur Rabenau, Adolph Eitel von (1614–1667), Landkomtur
- Nordeck zur Rabenau, Conrad Christoph Benedikt von (1713–1781), Kämmerer, Geheimrat und Gutsbesitzer
- Nordeck zur Rabenau, Ferdinand von (1837–1892), Landtagsabgeordneter Großherzogtum Hessen
- Nordeck zur Rabenau, Friedrich von (1793–1863), Landtagsabgeordneter im Großherzogtum Hessen
- Nordeck zur Rabenau, Georg von (1777–1858), Landtagsabgeordneter Großherzogtum Hessen
- Nordeck zur Rabenau, Gottlieb von (1776–1846), Oberforstmeister
- Nordeck zur Rabenau, Hugo von (1755–1832), Offizier und Gutsbesitzer
- Nordeck zur Rabenau, Karl von (1793–1862), Landtagsabgeordneter Großherzogtum Hessen
- Nordeck zur Rabenau, Wilhelm von (1798–1862), deutscher Forstmeister und Abgeordneter
- Nordeck, Willy von (1888–1956), deutscher Admiral
- Nordegg, Cécile (* 1967), österreichische Sängerin und SchauspielerinCécile Nordegg (* 1967)

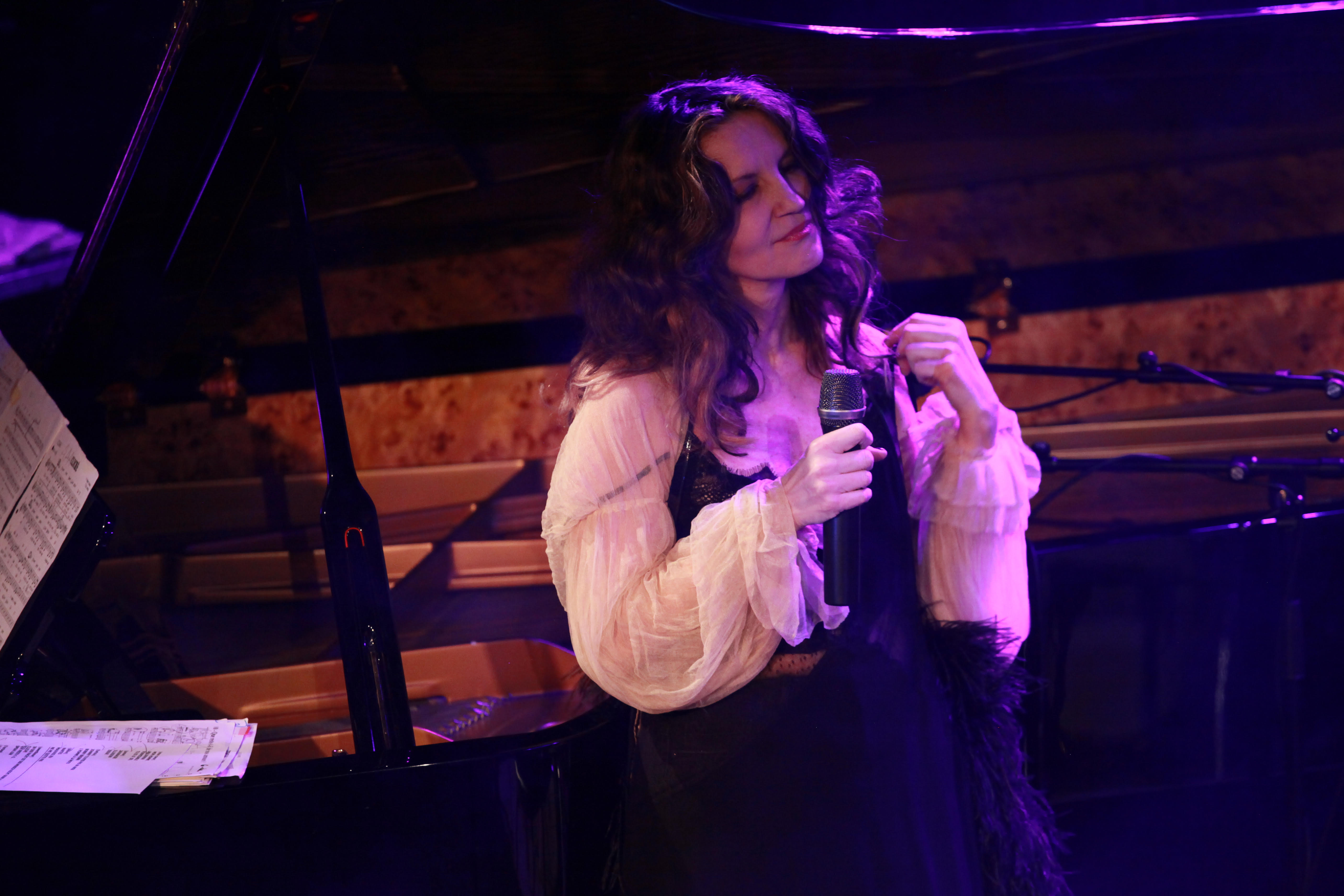
Cécile Nordegg (* 1967)

- Nordegg, Martin (1868–1948), deutschstämmiger kanadischer Pionier
- Nordegg, Sepp (1913–1984), österreichischer Bühnenbildner und Erfinder der Zylinderdrehbühne
- Nordell, Peter (* 1966), US-amerikanischer Ruderer
- Nordemann, Axel (* 1963), deutscher Rechtsanwalt und Honorarprofessor
- Nordemann, Jan Bernd (* 1965), deutscher Rechtsanwalt und Honorarprofessor
- Nordemann, Wilhelm (1934–2024), deutscher Rechtsanwalt und Honorarprofessor
- Nordemar, Olle (1914–1999), schwedischer Filmregisseur, Filmeditor, Filmproduzent, Kameramann und Drehbuchautor
- Nordén, Adam (* 1971), schwedischer Komponist für Filmmusik und Fernsehserien
- Norden, Albert (1904–1982), deutscher Politiker (KPD, SED), MdVAlbert Norden (1904–1982)

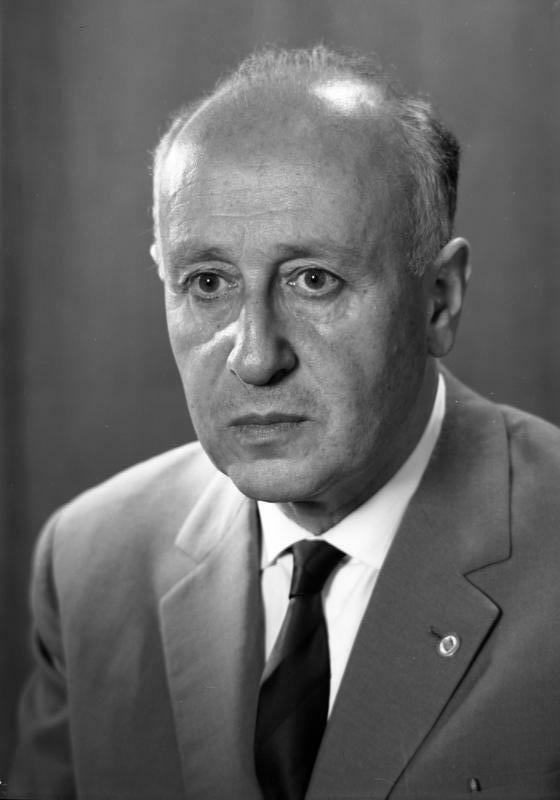
Albert Norden (1904–1982)

- Norden, Alexander Petrowitsch (1904–1993), russischer Mathematiker
- Norden, Annemarie (1910–2008), deutsche Kinderbuch- und Hörspielautorin
- Norden, Anton van (1879–1955), deutscher Architekt und kommunaler Baubeamter
- Norden, Beatrice (* 1938), deutsche Schauspielerin
- Norden, Carl Lucas (1880–1965), niederländisch-US-amerikanischer Ingenieur und Erfinder
- Norden, Christine (1924–1988), britische Schauspielerin
- Norden, Cornelia (* 1943), deutsche Ärztin und Angiologin
- Norden, Eduard (1868–1941), deutscher Klassischer Philologe und ReligionshistorikerEduard Norden (1868–1941)

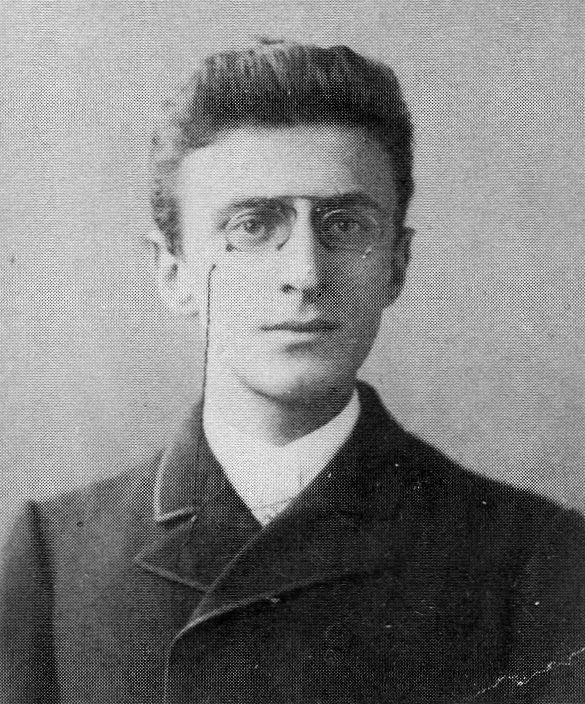
Eduard Norden (1868–1941)

- Norden, Francisco (* 1929), kolumbianischer Filmregisseur, Drehbuchautor und Filmproduzent
- Norden, Frederic Louis (1708–1742), dänischer Marineoffizier und Forschungsreisender
- Norden, Günther van (1928–2018), deutscher Historiker
- Norden, Harald (* 1933), deutscher Eisschnellläufer
- Norden, Heinrich (1880–1969), deutscher Arzt, Schriftsteller und Tropenmediziner
- Norden, Hille (* 1998), deutsche Schauspielerin und Filmemacherin
- Norden, Jan (* 1971), deutscher Radrennfahrer
- Norden, Jörg van (* 1958), deutscher Historiker
- Norden, Joseph (1870–1943), deutscher Rabbiner, Theologe und Vertreter des liberalen Judentums
- Nordén, Lisa (* 1984), schwedische Triathletin
- Norden, Maarten van (1955–2024), niederländischer Jazzmusiker und Komponist
- Norden, Marie (1812–1878), deutsche Schriftstellerin
- Norden, Peter (* 1922), deutscher Schriftsteller
- Norden, Tim Tom (* 1963), österreichischer Maler
- Norden, Tommy (* 1952), US-amerikanischer Schauspieler
- Norden, Ulla (1940–2018), deutsche Schlagersängerin
- Norden, Walter (1876–1937), deutscher Historiker und Kommunalwissenschaftler
- Norden, Walter (1885–1934), deutscher Architekt und Rennfahrer
- Nordenberg, Bengt (1822–1902), schwedischer Genremaler der Düsseldorfer Schule
- Nordenberg, Henrik (1857–1928), deutsch-schwedischer Landschafts-, Genre- und Interieurmaler, Radierer und Lithograf
- Nordenfalk, Carl (1907–1992), schwedischer Kunsthistoriker
- Nordenfelt, Thorsten (1842–1920), schwedischer Waffenkonstrukteur und GeschäftsmannThorsten Nordenfelt (1842–1920)

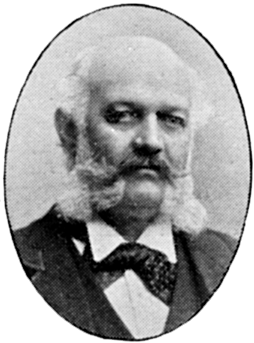
Thorsten Nordenfelt (1842–1920)

- Nordenflycht, Ferdinand Freiherr von (1887–1966), deutscher Verwaltungsbeamter und Polizeipräsident von Magdeburg
- Nordenflycht, Ferdinand von (1816–1901), preußischer Beamter und zuletzt Oberpräsident der Provinz Schlesien
- Nordenflycht, Fürchtegott Leberecht von (1752–1815), deutscher Bergbauingenieur
- Nordenflycht, Gustav von (1885–1932), deutscher Ministerialbeamter und Manager
- Nordenflycht, Hedvig Charlotta (1718–1763), schwedische Schriftstellern
- Nordenflycht, Jakob von (1785–1854), preußischer Beamter und Regierungspräsident vom Regierungsbezirk Marienwerder (1830–1850)
- Nordengen, Albert (1923–2004), norwegischer Politiker, langjähriger Bürgermeister von Oslo
- Nordengrip, Caroline (* 1980), schwedische Politikerin und Unteroffizierin
- Nordenholz, Anastasius (1862–1953), deutsch-argentinischer Privatgelehrter und Großgrundbesitzer
- Nordenskiöld, Adolf Erik (1832–1901), finnisch-schwedischer Polarforscher, Kartograph und ReiseschriftstellerAdolf Erik Nordenskiöld (1832–1901)

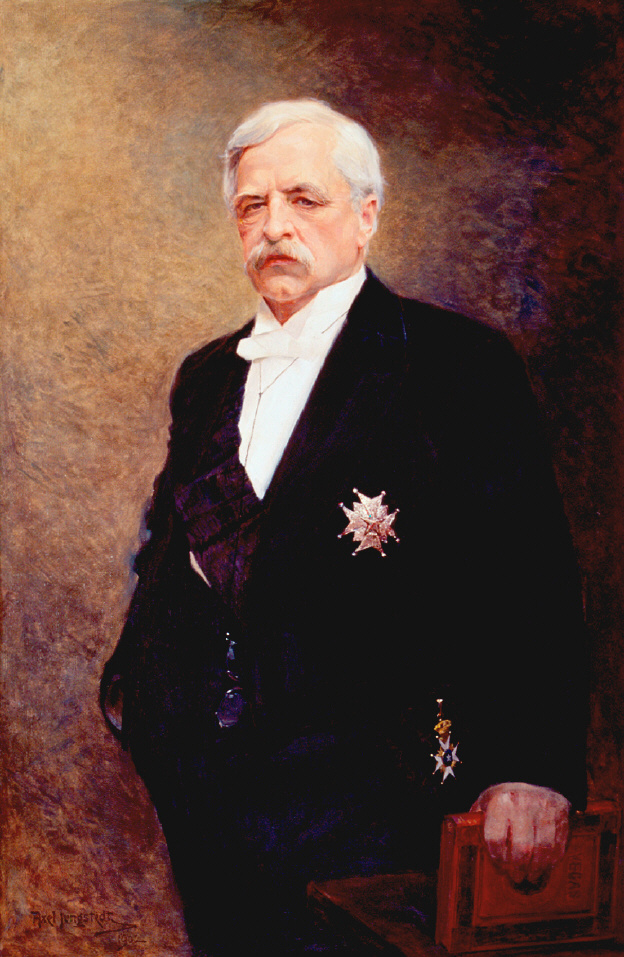
Adolf Erik Nordenskiöld (1832–1901)

- Nordenskiöld, August (1754–1792), schwedischer Alchemist und Berghauptmann
- Nordenskiöld, Bengt (1891–1983), schwedischer General
- Nordenskiöld, Claes Henrik (1917–2003), schwedischer Generalleutnant
- Nordenskiöld, Erland (1877–1932), schwedischer Ethnologe und Anthropologe finnischer Abstammung
- Nordenskiöld, Nils Gustaf (1792–1866), finnischer Mineraloge, Chemiker und Geologe
- Nordenskjöld, Bertil (1891–1975), schwedischer Militär, Fußballspieler und -funktionär
- Nordenskjöld, Fritjof von (* 1938), deutscher Diplomat
- Nordenskjöld, Günter von (1910–1997), deutscher Agrarwissenschaftler und Politiker (CDU), MdB
- Nordenskjöld, Otto (1869–1928), schwedischer Geologe und Polarforscher
- Nordenskjöld, Rolf von (* 1957), deutscher Jazz-Saxophonist und Bigband-Leader
- Nordenstam, Carl Rudolf Bernadotte (1863–1942), schwedisch-norwegischer Zauberkünstler
- Nordenstam, Sara (* 1983), norwegische Schwimmerin
- Nordenstam, Stina (* 1969), schwedische Sängerin
- Nordenstrom-Krenek, Gladys (1924–2016), US-amerikanische Komponistin
- Nordensvan, Georg (1855–1932), schwedischer Schriftsteller und Kunsthistoriker
- Nordenswan, Arthur (1883–1970), schwedischer Sportschütze
- Nordenswan, Victorine (1838–1872), finnische Historienmalerin der Düsseldorfer Schule
- Nordeson, Kjell (* 1964), schwedischer Jazzmusiker
- Nordey, Stanislas (* 1966), französischer Schauspieler, Theaterregisseur und Intendant

#### Nordf
- Nordfeldt, Kristoffer (* 1989), schwedischer Fußballspieler

#### Nordg
- Nordgaard, Jeff (* 1973), US-amerikanisch-polnischer Basketballspieler
- Nordgren, Anna (1847–1916), schwedische Malerin und Zeichnerin
- Nordgren, Axel (1828–1888), schwedisch-deutscher Porträt- und Landschaftsmaler der Düsseldorfer Schule
- Nordgren, Erik (1913–1992), schwedischer Komponist und Orchesterleiter
- Nordgren, Joseph (* 1947), schwedischer Physiker
- Nordgren, Leif (* 1989), US-amerikanischer Biathlet
- Nordgren, Niklas (* 1979), schwedischer Eishockeyspieler
- Nordgren, Pehr Henrik (1944–2008), finnischer Komponist
- Nordgren, Rolf (* 1946), schwedischer Skispringer
- Nordgren, Thomas (* 1965), schwedischer Skisportler

#### Nordh
- Nordh, Bernhard (1900–1972), schwedischer Abenteurer und Autor
- Nordh, Jonathan (* 1988), schwedischer Badmintonspieler
- Nordhagen, Christine (* 1971), kanadische Ringerin
- Nordhagen, Jørgen (* 2005), norwegischer Radrennfahrer und Skilangläufer
- Nordhagen, Per Jonas (* 1929), norwegischer Kunsthistoriker
- Nordhaug, Halvor (* 1953), norwegischer lutherischer Bischof
- Nordhaug, Lars Petter (* 1984), norwegischer Radrennfahrer
- Nordhaus, Helmut (1922–2014), deutscher Fußballspieler
- Nordhaus, Nicole (* 1978), deutsche Biathletin
- Nordhaus, Steven (* 1966), US-amerikanischer GeneralSteven Nordhaus (* 1966)

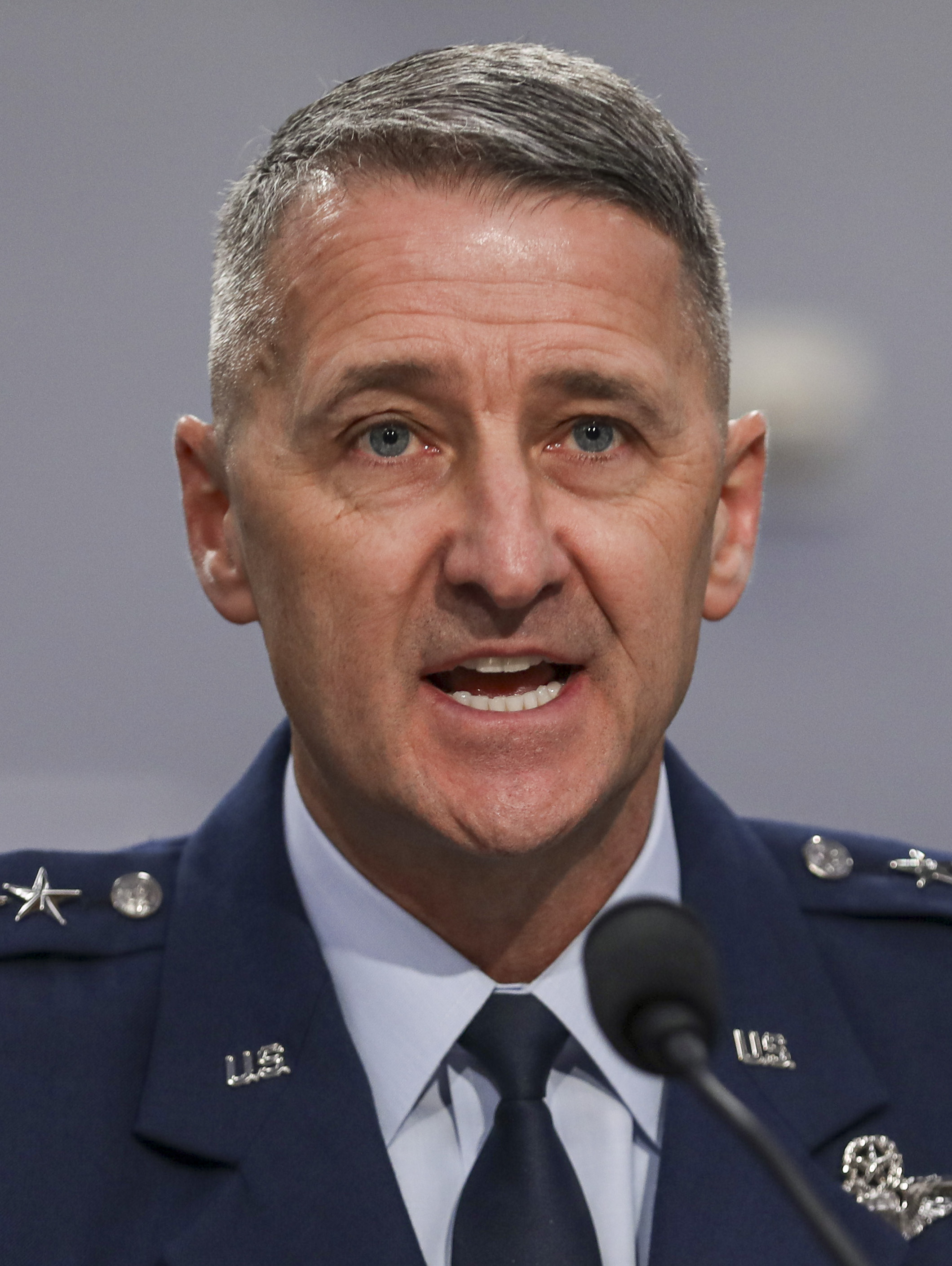
Steven Nordhaus (* 1966)

- Nordhaus, William D. (* 1941), US-amerikanischer Wirtschaftswissenschaftler
- Nordhausen, Anton (1928–2013), deutscher Politiker (CDU)
- Nordhausen, Engelbert von (* 1948), deutscher Schauspieler und Synchronsprecher
- Nordhausen, Frank (* 1956), deutscher Journalist und Buchautor
- Nordhausen, Helga (1929–2012), deutsche Autorin
- Nordhausen, Hilka (1949–1993), deutsche Malerin, Konzeptkünstlerin und Autorin
- Nordhausen, Max (1876–1963), deutscher Botaniker an der Universität Marburg
- Nordhausen, Michael (1915–2003), deutscher Franziskaner und Bundeskurat der Deutschen Pfadfinderschaft Sankt Georg
- Nordhausen, Richard (1868–1941), deutscher Dichter und Schriftsteller
- Nordheim, Alfred (* 1951), deutscher Molekularbiologe und Genetiker
- Nordheim, Arne (1931–2010), norwegischer Komponist
- Nordheim, August von (1813–1884), deutscher Medailleur und Bildhauer
- Nordheim, Hans von (1888–1969), deutscher Jurist und Richter
- Nordheim, Helena (1903–1943), niederländische Turnerin
- Nordheim, Lothar (1899–1985), US-amerikanischer Physiker
- Nordheim, Marcus (1812–1899), jüdischer Kaufmann und Stiftungsgründer
- Nordheim-Larsen, Kari (* 1948), norwegische Politikerin
- Nordhofen, Eckhard (* 1945), deutscher Philosoph und Kulturdezernent des Bistums Limburg
- Nordhoff, Charles (1830–1901), US-amerikanischer Schriftsteller und Journalist
- Nordhoff, Charles Bernard (1887–1947), US-amerikanischer Schriftsteller und Reisender
- Nordhoff, Hans-Bernhard (* 1947), deutscher Kulturfunktionär
- Nordhoff, Heinrich (1899–1968), deutscher UnternehmerHeinrich Nordhoff (1899–1968)

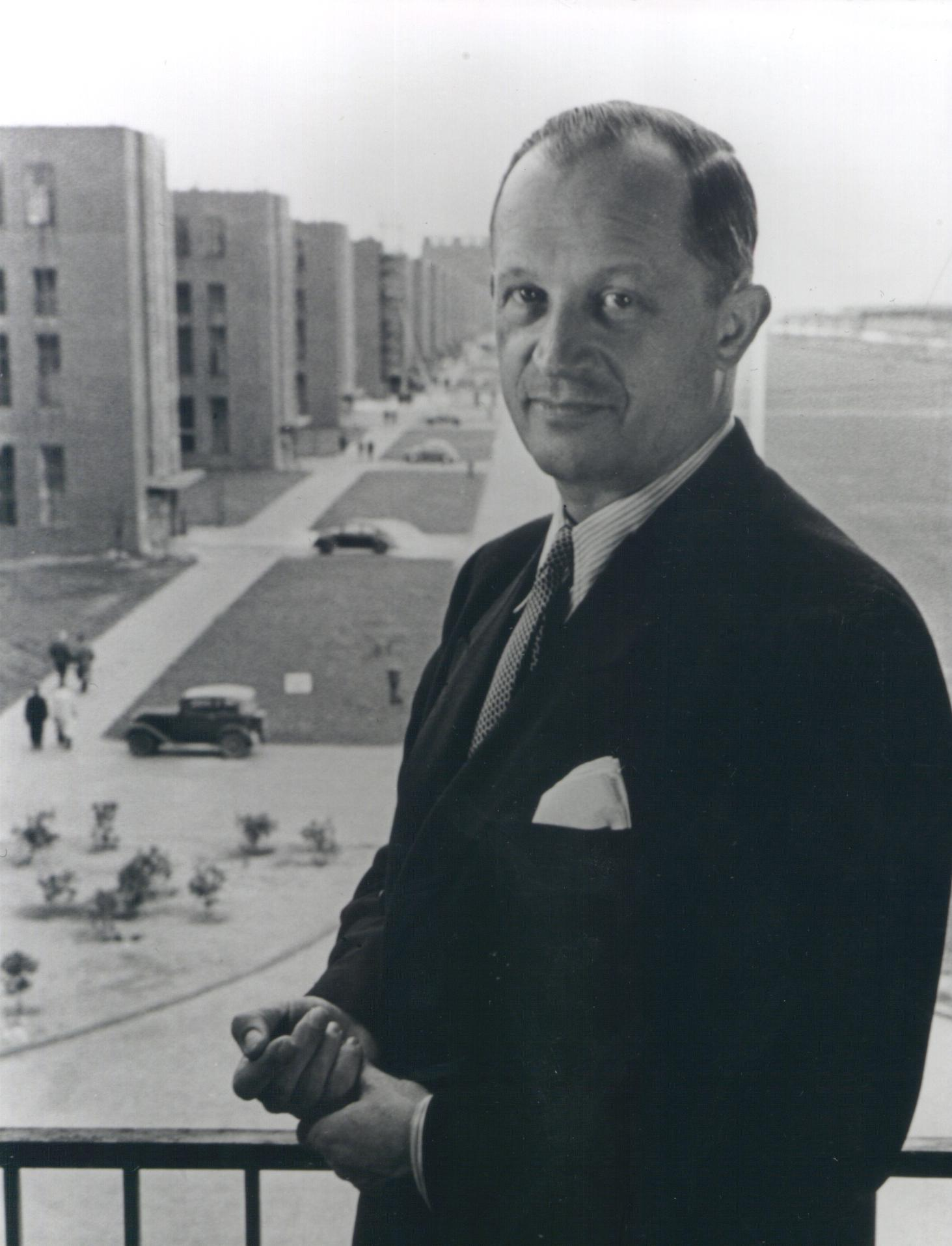
Heinrich Nordhoff (1899–1968)

- Nordhoff, Johannes (1870–1950), deutscher Versicherungs-Manager
- Nordhoff, Joseph Bernhard (1838–1906), deutscher Bau- und Kunsthistoriker
- Nordholt, Gerhard (1920–1994), deutscher reformierter Theologe
- Nordholt, Hanna (* 1958), deutsche Drehbuchautorin und Regisseurin von Kurzfilmen
- Nordholz, Dieter (1926–2023), deutscher Zahnmediziner und Sanitätsoffizier
- Nordhues, Paul (1915–2004), deutscher Geistlicher, Weihbischof in Paderborn

#### Nordi
- Nordica, Lillian (1857–1914), US-amerikanische Opernsängerin (Sopran)
- Nordin, Anders (* 1949), schwedischer Politiker, Mitglied des Riksdag
- Nordin, Arnaud (* 1998), französischer Fußballspieler
- Nordin, Birgit (1934–2022), schwedische Opernsängerin (Sopran)
- Nordin, Carl (* 1989), schwedischer Skispringer
- Nordin, Claes (* 1955), schwedischer Badmintonspieler
- Nordin, Emma (* 1991), schwedische Eishockeyspielerin
- Nordin, Håkan (* 1961), schwedischer Eishockeyspieler
- Nordin, Hans (1931–2021), schwedischer Skispringer und Skisprungfunktionär
- Nordin, Hans-Erik (* 1949), schwedischer lutherischer Theologe und emeritierter Bischof
- Nordin, Hjördis (* 1932), schwedische Turnerin
- Nordin, Jonas (* 1982), schwedischer Skispringer
- Nordin, Krister (* 1968), schwedischer Fußballspieler
- Nordin, Noor Akid (* 1996), singapurischer Fußballspieler
- Nordin, Olle (* 1949), schwedischer Fußballspieler und -trainer
- Nordin, Paul (* 1957), US-amerikanischer Kameramann
- Nordin, Rodrigue (* 1971), französischer Sprinter
- Nordin, Sariana (* 1976), Fliegerin aus Brunei
- Nordin, Siiri (* 1980), finnische Rock- und Popmusikerin
- Nordin, Sven (* 1957), norwegischer SchauspielerSven Nordin (* 1957)

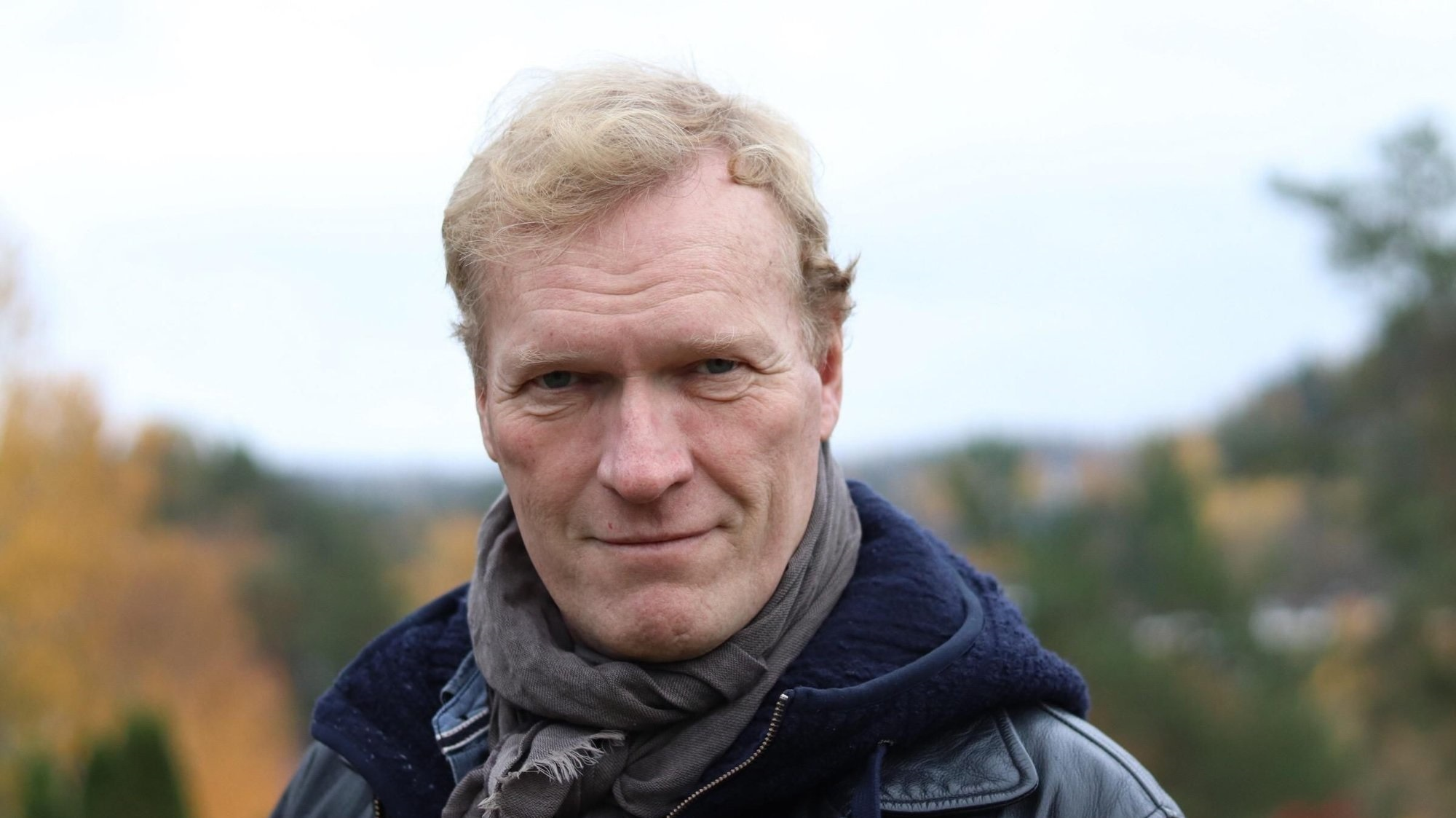
Sven Nordin (* 1957)

- Nordin, Tomas (* 1969), schwedischer Curler
- Nordin, Wilhelm (1924–1993), deutscher Vizeadmiral in der Volksmarine der DDR
- Nordio, Carlo (* 1947), italienischer Justizminister

#### Nordk
- Nordkild, Ivar (* 1941), norwegischer Biathlet
- Nordkrog, Flemming (* 1972), dänischer Komponist

#### Nordl
- Nordland, Eva (1921–2012), norwegische Pädagogin, Autorin und Friedensaktivistin
- Nordlander, Anna (1843–1879), schwedische Malerin
- Nordlander, Axel (1879–1962), schwedischer Vielseitigkeitsreiter
- Nordlander, Bert-Ola (* 1938), schwedischer Eishockeyspieler und -trainer
- Nordländer, Henny († 1947), deutsche Theaterschauspielerin und Schriftstellerin
- Nordlander, Mats (* 1963), schwedischer Bogenschütze
- Nordlander, Peter (* 1955), schwedischer Physiker
- Nordli, Odvar (1927–2018), norwegischer sozialdemokratischer Politiker, Mitglied des Storting und Ministerpräsident
- Nordli, Simen (* 1999), norwegischer Fußballspieler
- Nordlie, Arthur (1883–1965), norwegischer Politiker (Høyre), Mitglied des Storting und Unternehmer
- Nordlien, Per Steinar (* 1956), norwegischer Skispringer
- Nordling, Jeffrey (* 1962), US-amerikanischer Schauspieler
- Nordling, Klaus († 1986), Comiczeichner und -autor
- Nordling, Mikko (1906–1988), finnischer Ringer
- Nordling, Raoul (1882–1962), schwedischer Diplomat und Geschäftsmann
- Nordling, Teddy (* 1974), finnischer Handballspieler und -trainer
- Nördlinger, Hermann von (1818–1897), deutscher Forstwissenschaftler
- Nordlinger, Jay (* 1963), amerikanischer Journalist
- Nördlinger, Julius Simon von (1771–1860), Forstwissenschaftler
- Nördlinger, Karl (1812–1896), deutscher Zeichner und Kupferstecher
- Nördlinger, Theodor (1855–1912), deutscher Forstwissenschaftler
- Nördlinger, Wilhelm (1821–1908), deutscher Eisenbahningenieur
- Nordlohne, Franz-Josef (1939–1981), deutscher Politiker (CDU), MdB, MdEP
- Nordlund, Johan Filip (1875–1900), schwedischer MassenmörderJohan Filip Nordlund (1875–1900)

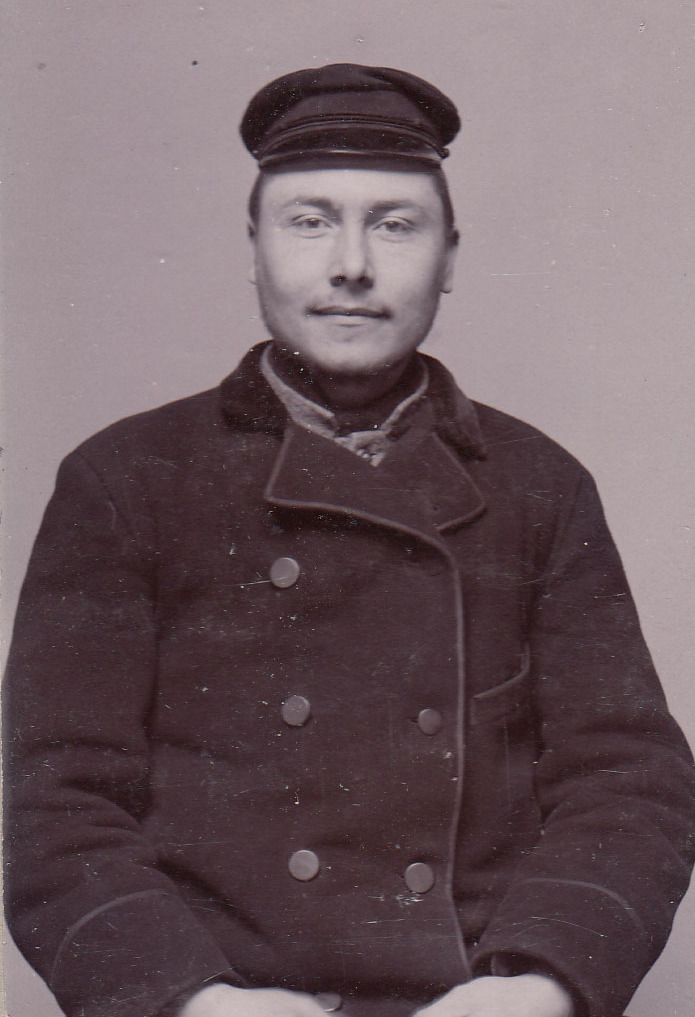
Johan Filip Nordlund (1875–1900)

- Nordlund, Roger (* 1957), finnischer Politiker
- Nordlund, Solveig (* 1943), portugiesische Filmregisseurin
- Nordlund, Tina (* 1977), schwedische Fußballspielerin
- Nordlund, Willfred (* 1988), norwegischer Politiker

#### Nordm
- Nordman, Maria (* 1943), deutsch-US-amerikanische Plastikerin und Konzeptkünstlerin
- Nordman, Natalia (1863–1914), russische Schriftstellerin
- Nordmann, Achilles (1863–1927), Schweizer Arzt und Historiker
- Nordmann, Alexander von (1803–1866), finnischer Zoologe, Botaniker und Paläontologe
- Nordmann, Aloys (1921–1944), deutscher Widerstandskämpfer
- Nordmann, Berthold (1926–2013), deutscher Fußballspieler
- Nordmann, Carl (1849–1922), deutscher Architekt
- Nordmann, Christian Gebhard (1755–1823), deutscher Landwirt
- Nordmann, Constantin (1805–1889), deutscher Bauunternehmer und Architekt
- Nordmann, Daniel (* 1955), Schweizer SBB-Manager
- Nordmann, Doris (* 1954), deutsche Architektin, Finanzbeamtin und politische Beamtin
- Nordmann, François (* 1942), Schweizer Diplomat
- Nordmann, Gerhard (1913–1996), deutscher Politiker (CDU), MdL
- Nordmann, Hans (1879–1957), deutscher Eisenbahn-Ingenieur
- Nordmann, Heinz (1893–1945), deutscher Vizeadmiral der Kriegsmarine
- Nordmann, Hermann (1880–1962), deutscher Kommunalpolitiker und Bürgermeister
- Nordmann, Jean (1908–1986), Schweizer Kaufmann und Präsident des Schweizerischen Israelitischen Gemeindebundes (SIG)
- Nordmann, Jean-Thomas (* 1946), französischer Politiker, MdEP und Historiker
- Nordmann, Johann (1820–1887), österreichischer Journalist und Schriftsteller
- Nordmann, Joseph Armand von (1759–1809), französischer Oberst und österreichischer Feldmarschallleutnant
- Nordmann, Karin (* 1948), dänische Künstlerin, Schmuckdesignerin und Bernsteinforscherin
- Nordmann, Karl Ludwig (1778–1848), Domänenpächter und Tierzüchter
- Nordmann, Karl-Gottfried (1915–1982), deutscher LuftwaffenoffizierKarl-Gottfried Nordmann (1915–1982)

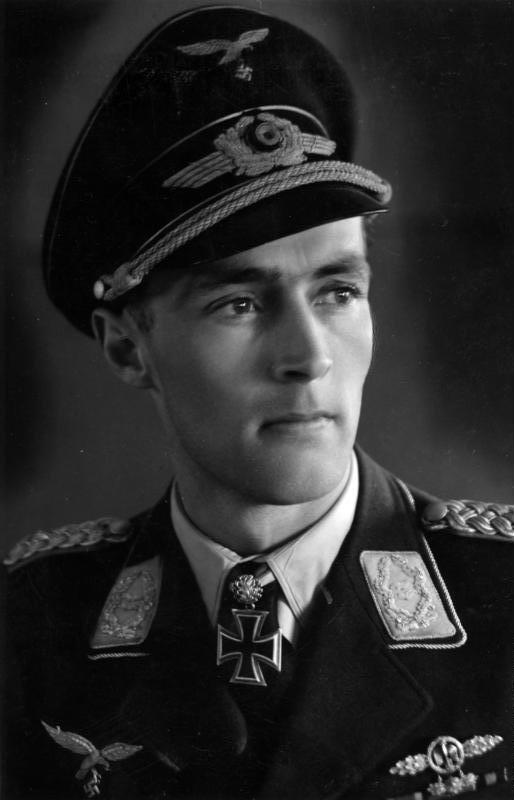
Karl-Gottfried Nordmann (1915–1982)

- Nordmann, Ludwig Heinrich (* 1755), deutscher Offizier, Rechtsgelehrter und Schriftsteller
- Nordmann, Lutz (* 1957), deutscher Sportwissenschaftler
- Nordmann, Marcel (1890–1948), deutscher Jurist, Verwaltungsbeamter und Politiker (SPD)
- Nordmann, Martin (1895–1980), deutscher Mediziner und Pathologe
- Nordmann, Moïse (1809–1884), französischer Rabbiner
- Nordmann, Otto (1876–1946), deutscher Chirurg
- Nordmann, Patrick (1949–2022), Schweizer Journalist, Radiomoderator und Komiker
- Nordmann, Reinhold (* 1948), deutscher Fußballspieler
- Nordmann, Roger (1919–1972), Schweizer Journalist
- Nordmann, Roger (* 1973), Schweizer Politiker (SP)Roger Nordmann (* 1973)

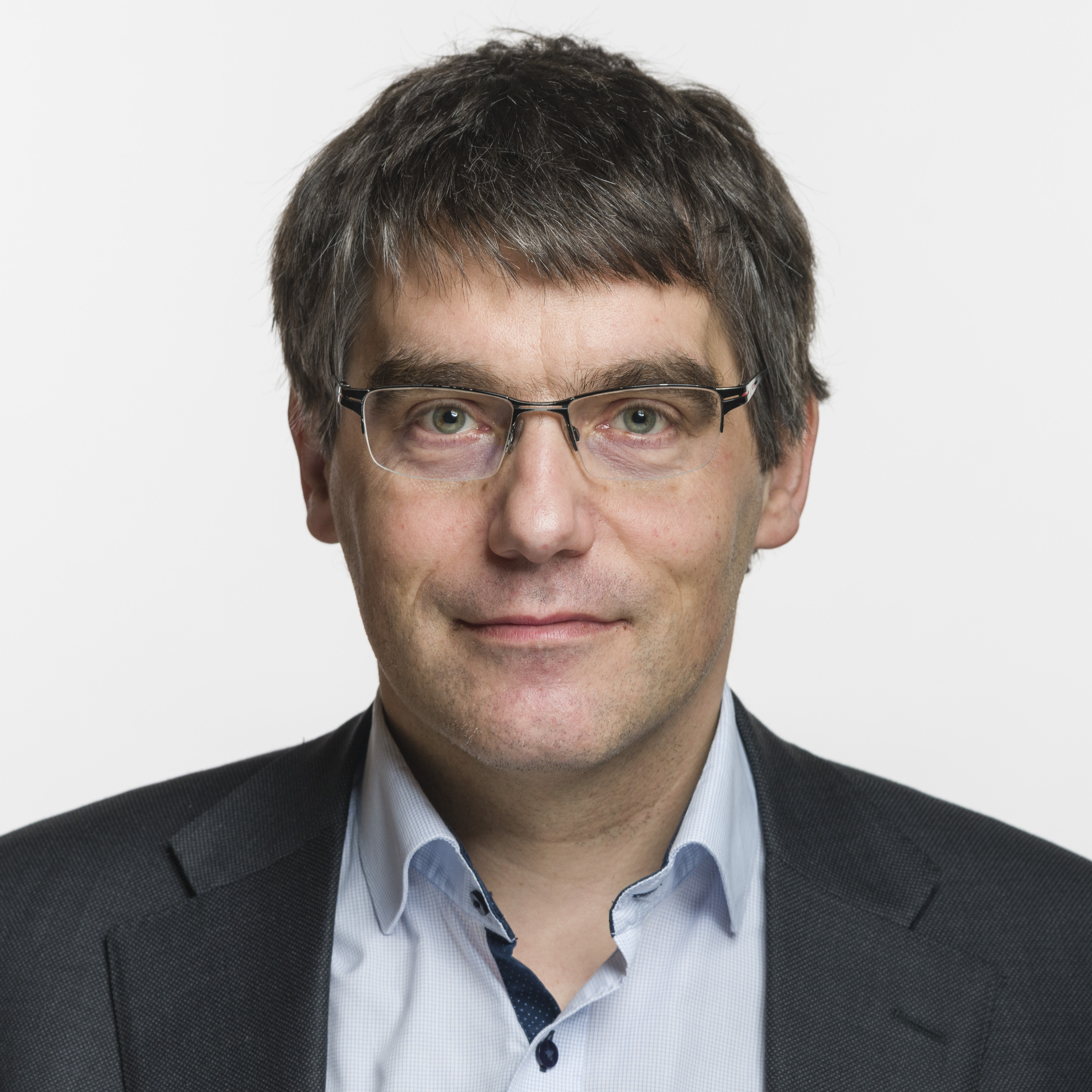
Roger Nordmann (* 1973)

- Nordmann, Sebastian (* 1971), deutscher Musikwissenschaftler und Intendant
- Nordmann, Theodor (1918–1945), deutscher Pilot und Ritterkreuzträger im Zweiten Weltkrieg
- Nordmark, Daniel (* 1988), schwedischer Fußballspieler
- Nordmark, Eva (* 1971), schwedische Politikerin und Gewerkschafterin
- Nordmark, Zacharias (1751–1828), schwedischer Physiker und Astronom
- Nordmeier, Hilge (1896–1975), deutsche Politikerin (SPD), MdHB
- Nordmeyer, Arnold (1901–1989), neuseeländischer Pfarrer der Presbyterian Church of Aotearoa New Zealand, Politiker (New Zealand Labour Party)
- Nordmeyer, Carolin (* 1975), deutsche Dirigentin
- Nordmeyer, Christopher (* 1967), deutscher Handballspieler und Handballtrainer
- Nordmeyer, Henry (1891–1981), US-amerikanischer Germanist und Hochschullehrer
- Nordmeyer, Jonas (1805–1874), deutscher Bürgermeister, Landtagsabgeordneter Waldeck
- Nordmeyer, Karin (* 1941), deutsche Menschenrechts- und Frauenrechtsaktivistin

#### Nordn
- Nordnes, Silje (* 1984), norwegische Journalistin und Moderatorin

#### Nordo
- Nordoff, Paul (1909–1977), amerikanischer Komponist und Musiktherapeut

#### Nordq
- Nordquelle, Erik Andersen (1858–1938), norwegischer pfingstlerischer Pastor
- Nordquist, Gustav (1866–1944), deutscher Bankdirektor
- Nordquist, Jonas (* 1982), schwedischer Eishockeyspieler
- Nordqvist, Björn (* 1942), schwedischer Fußballspieler
- Nordqvist, Owe (1927–2015), schwedischer Radrennfahrer
- Nordqvist, Rasmus (* 1975), dänischer Politiker (SF), MdEP
- Nordqvist, Sven (* 1946), schwedischer Zeichner und Autor für KinderbücherSven Nordqvist (* 1946)

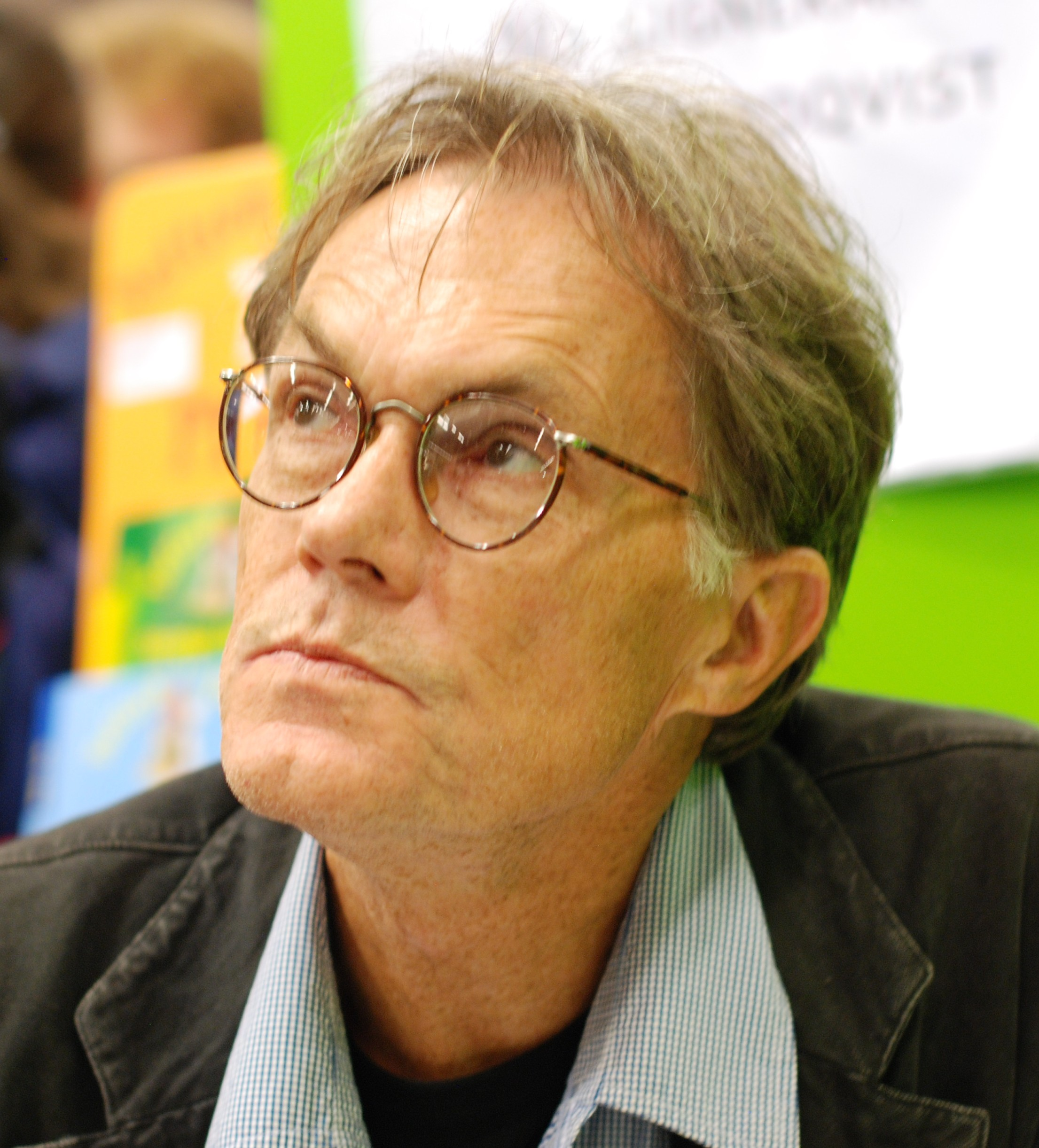
Sven Nordqvist (* 1946)

#### Nordr
- Nordrå, Grete (1924–2012), norwegische Schauspielerin
- Nordraak, Rikard (1842–1866), norwegischer Komponist
- Nordrum, Herbert (* 1987), norwegischer Film- und Theaterschauspieler

#### Nords
- Nordseth-Tiller, Thomas (1980–2009), norwegischer Drehbuchautor
- Nordsieck, Arnold (1911–1971), US-amerikanischer Physiker
- Nordsieck, Fritz (1906–1984), deutscher Betriebswirt, Kommunalpolitiker (SPD), Landrat, Autor und Malakologe
- Nordsieck, Hartmut (1940–2022), deutscher Wissenschaftler, Lehrer und Autor
- Nordsieck, Reinhard (1937–2021), deutscher evangelischer Theologe, Jurist und Autor
- Nordsiek, Hans (* 1934), deutscher Historiker und Archivar
- Nordstad, Berit (* 1982), norwegische Skilangläuferin und Biathletin
- Nordstetten, Johann Pfuser von († 1491), deutscher Benediktiner, Ökonom und Abt des Klosters Reichenau
- Nordstoga, Odd (* 1972), norwegischer Musiker, Sänger und Komponist
- Nordstrand, Morten (* 1983), dänischer Fußballspieler
- Nordström, Anders (* 1960), schwedischer Mediziner und kurzzeitig Generaldirektor der WHO
- Nordström, Bengt (1936–2000), schwedischer Jazz- und Improvisationsmusiker (Tenorsaxophon, Klarinette)
- Nordström, Clara (1886–1962), deutsche Schriftstellerin schwedischer Herkunft
- Nordström, Ester Blenda (1891–1948), schwedische Journalistin und Schriftstellerin
- Nordström, Fredrik (* 1967), schwedischer Musiker und Musikproduzent
- Nordström, Fredrik (* 1974), schwedischer Jazzmusiker
- Nordström, Gunnar (1881–1923), finnischer theoretischer Physiker
- Nordström, Gunnar (1929–2017), schwedischer Architekt
- Nordström, Gustav (* 1989), schwedischer Skilangläufer und Ski-Orientierungsläufer
- Nordström, Henrik (1891–1982), schwedischer Langstreckenläufer
- Nordström, Joakim (* 1992), schwedischer Eishockeyspieler
- Nordstrøm, Josephine (* 1998), dänische Handballspielerin
- Nordström, Karl (1855–1923), schwedischer Maler
- Nordström, Maria (* 1991), schwedische Skilangläuferin
- Nordström, Peter (* 1974), schwedischer Eishockeyspieler
- Nordstrøm, Rikard (1893–1955), dänischer Turner
- Nordström, Robert (* 1963), finnlandschwedischer Kameramann
- Nordström, Roger (* 1966), schwedischer Eishockeytorwart
- Nordström, Sivar (1933–2013), schwedischer Orientierungsläufer
- Nordström, Solveig (1923–2021), schwedische Archäologin
- Nordström, Tekla (1856–1937), schwedische Xylografin
- Nordström, Tina (* 1973), schwedische Köchin
- Nordstrom, Ursula (1910–1988), US-amerikanische Kinderbuchverlegerin

#### Nordt
- Nordt, Kristina (* 1982), deutsche Politikerin (CDU), MdB
- Nordt, Otto (1902–1976), deutscher Marineoffizier, Ritterkreuzträger
- Nordtmann, Johann Ludwig (1701–1772), deutscher Kaufmann und Ratsherr der Hansestadt Lübeck
- Nordtun, Kari Nessa (* 1986), norwegische Politikerin
- Nordtvedt, Kenneth (* 1939), US-amerikanischer Physiker
- Nordtveit, Håvard (* 1990), norwegischer Fußballspieler

#### Nordv
- Nordvargr, schwedischer Musiker
- Nordvik, Hans (1880–1960), norwegischer Sportschütze

#### Nordw
- Nordwall, Anton (1894–1949), Anhänger der Freiwirtschaftsbewegung Silvio Gesells, Kommunalpolitiker der Nachkriegszeit, homöpathischer Arzt und Esperantist
- Nordwall, Lars (1928–2004), schwedischer Radrennfahrer
- Nordwig, Wolfgang (* 1943), deutscher Stabhochspringer und Olympiasieger der DDR (1972)Wolfgang Nordwig (* 1943)

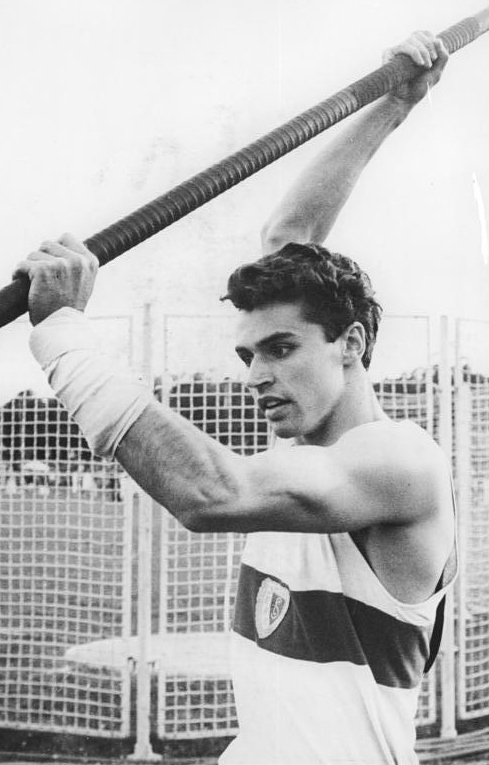
Wolfgang Nordwig (* 1943)

#### Nordy
- Nordyke, Deborah (* 1962), US-amerikanische Biathletin und Skilangläuferin

### Nore
- Noreau, Maxim (* 1987), kanadischer Eishockeyspieler
- Noree, Phattharayut (* 2000), thailändischer Fußballspieler
- Noreen, Adolf (1854–1925), schwedischer Sprachwissenschaftler
- Noreika, Eimantas (* 2002), litauischer Eishockeyspieler
- Noreika, Jonas (1910–1947), litausch-sowjetischer Partisan, Militäroffizier, Nazi-Kollaborateur, KZ-Häftling
- Noreika, Liudas (1884–1928), litauischer Jurist, Politiker und Journalist
- Noreika, Virgilijus (1935–2018), litauischer und sowjetischer Tenor und Professor
- Noreikienė, Rasa (* 1959), litauische Juristin und Politikerin, stellvertretende Wirtschaftsministerin
- Norel, Henk (* 1987), niederländischer Basketballspieler
- Norel, Philippe (1954–2014), Wirtschaftshistoriker und Hochschullehrer
- Norelius, Benkt (1886–1974), schwedischer Turner
- Norelius, Kristine (* 1956), US-amerikanische Ruderin
- Norelius, Mark (* 1952), US-amerikanischer Ruderer
- Norelius, Martha (1908–1955), US-amerikanische Schwimmerin
- Norell, Mark (* 1957), US-amerikanischer Paläontologe
- Norell, Norman (1900–1972), US-amerikanischer Modedesigner und Kostümbildner
- Norell, Paul (* 1952), neuseeländischer Filmschauspieler britischer Herkunft
- Norell, Robin (* 1995), schwedischer Eishockeyspieler
- Norelli, Enrico (* 1952), italienischer Theologe und Kirchenhistoriker
- Norem, Earl (1923–2015), amerikanischer Illustrator
- Noremark, Henny (* 1942), schwedische Filmarchitektin, Bühnenbildnerin und Kostümbildnerin
- Noren, Andrew (1943–2015), US-amerikanischer avantgardistischer Filmregisseur und -produzent
- Norén, Fredrik (1941–2016), schwedischer Jazzmusiker
- Norén, Gustaf (* 1981), schwedischer RockmusikerGustaf Norén (* 1981)

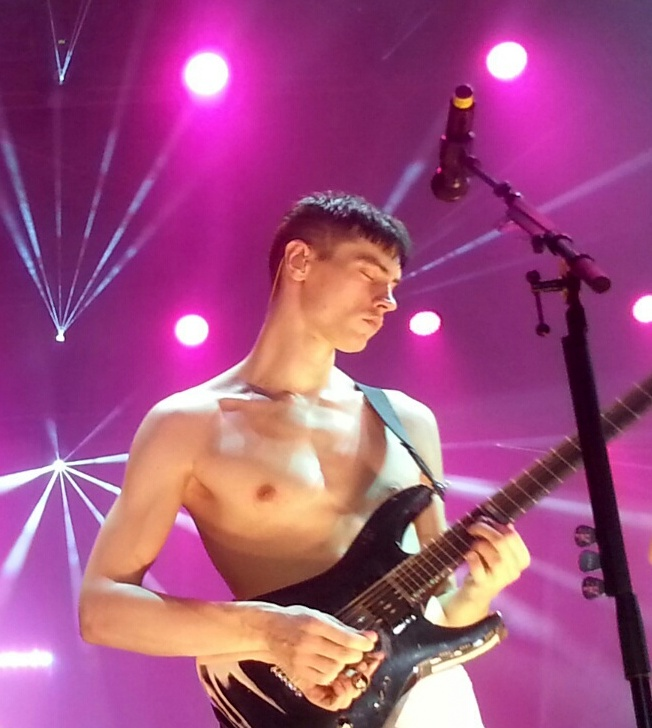
Gustaf Norén (* 1981)

- Noren, Heinrich G. (1861–1928), österreichischer Komponist, Violinist und Musikpädagoge
- Noren, Jack (1929–1990), US-amerikanisch-schwedischer Jazz-Schlagzeuger
- Norén, Jouko (1914–1944), finnischer Dreispringer
- Norén, Lars (1944–2021), schwedischer Lyriker, Dramatiker und Theaterregisseur
- Norén, Stig (1908–1996), schwedischer Generalleutnant
- Norén, Svea (1895–1985), schwedische Eiskunstläuferin
- Norena, Eidé (1884–1968), norwegische Sängerin
- Nörenberg, Arthur (* 1895), deutscher Radrennfahrer
- Nörenberg, Heinz-Werner (* 1940), deutscher Altphilologe
- Nörenberg, Ivo (* 1970), deutscher Tierfilmer
- Nörenberg, Marie (1872–1961), deutsche Bibliothekarin
- Nörenberg, Walter (* 1929), deutscher Landwirt, Agraringenieurökonom und Politiker (LDPD), MdV
- Norendal, Silje (* 1993), norwegische Snowboarderin
- Norendin, Adolf († 1283), Domdechant und Domherr in Münster
- Norendin, Thietmar († 1272), Domherr in Münster
- Norenkow, Denys (* 1996), ukrainischer Fußballspieler
- Norer, Roland (* 1968), österreichischer Jurist
- Noreses, Lena (* 1994), namibische Fußballspielerin und Leichtathletin
- Noret, Jean (1909–1990), französischer Radrennfahrer
- Noréus, Pamela (1817–1892), schwedische Genre- und Landschaftsmalerin

### Norf
- Norfeldt, Henrik (* 1986), schwedischer Tennisspieler
- Norfiqrie Talib (* 1996), malaysischer Fußballspieler
- Norfolk, Jon (* 1975), britischer Radsportler
- Norfolk, Kid (1893–1968), US-amerikanischer Boxer im Halbschwergewicht
- Norfolk, Lawrence (* 1963), britischer Romanautor
- Norfolk, Peter (* 1960), britischer Rollstuhltennisspieler
- Norful, Smokie (* 1975), US-amerikanischer Gospelmusiker

### Norg
- Nørgaard, Ann Grete (* 1983), dänische Handballspielerin
- Nørgaard, Bjørn (* 1947), dänischer Bildhauer und Performancekünstler
- Nørgaard, Christian (* 1994), dänischer FußballspielerChristian Nørgaard (* 1994)

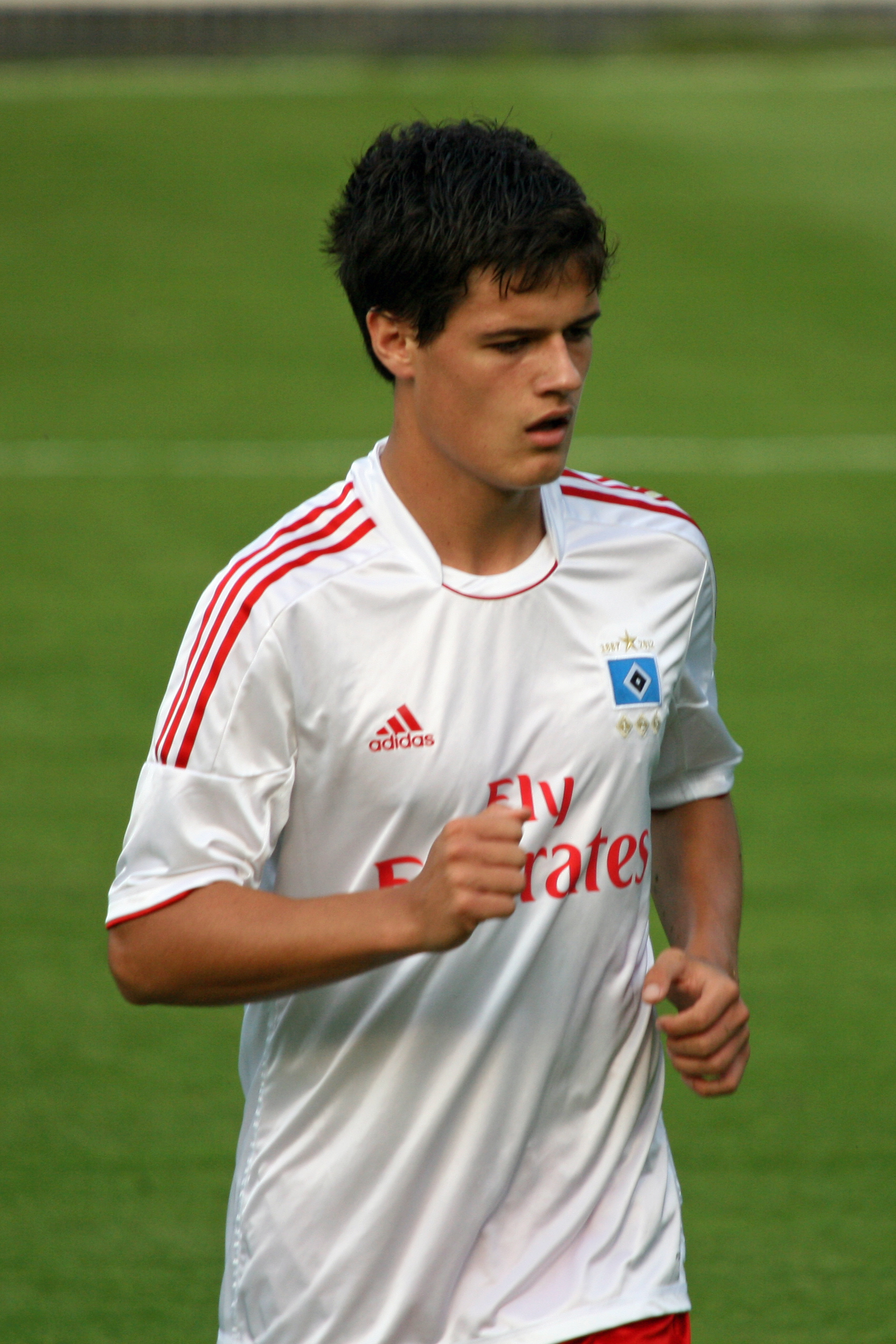
Christian Nørgaard (* 1994)

- Nørgaard, Claus (* 1979), dänischer Fußballtrainer
- Nørgaard, Finn (1959–2015), dänischer Filmemacher
- Nørgaard, Ivar (1922–2011), dänischer sozialdemokratischer Politiker, Mitglied des Folketing
- Nørgaard, Kjeld (1938–2025), dänischer Schauspieler
- Nørgaard, Lise (1917–2023), dänische Journalistin, Schriftstellerin und Drehbuchautorin
- Nørgaard, Mona (* 1948), dänische Orientierungsläuferin
- Nörgaard, Poul (* 1899), dänischer Kinder- und Jugendbuchautor
- Nørgaard, Thomas (* 1983), dänischer Fußballtrainer
- Norgall, Elisabeth (1887–1981), deutsche Lehrerin und Gründerin des International Women’s Club of Frankfurt
- Nørgård, Per (1932–2025), dänischer Komponist und Filmkomponist
- Norgate, Phil (* 1961), britischer Mittelstreckenläufer
- Norgauer, Nikola (* 1973), deutsche Schauspielerin
- Norgay, Tenzing (1914–1986), nepalesischer Bergsteiger, Erstbesteiger des Mount EverestTenzing Norgay (1914–1986)

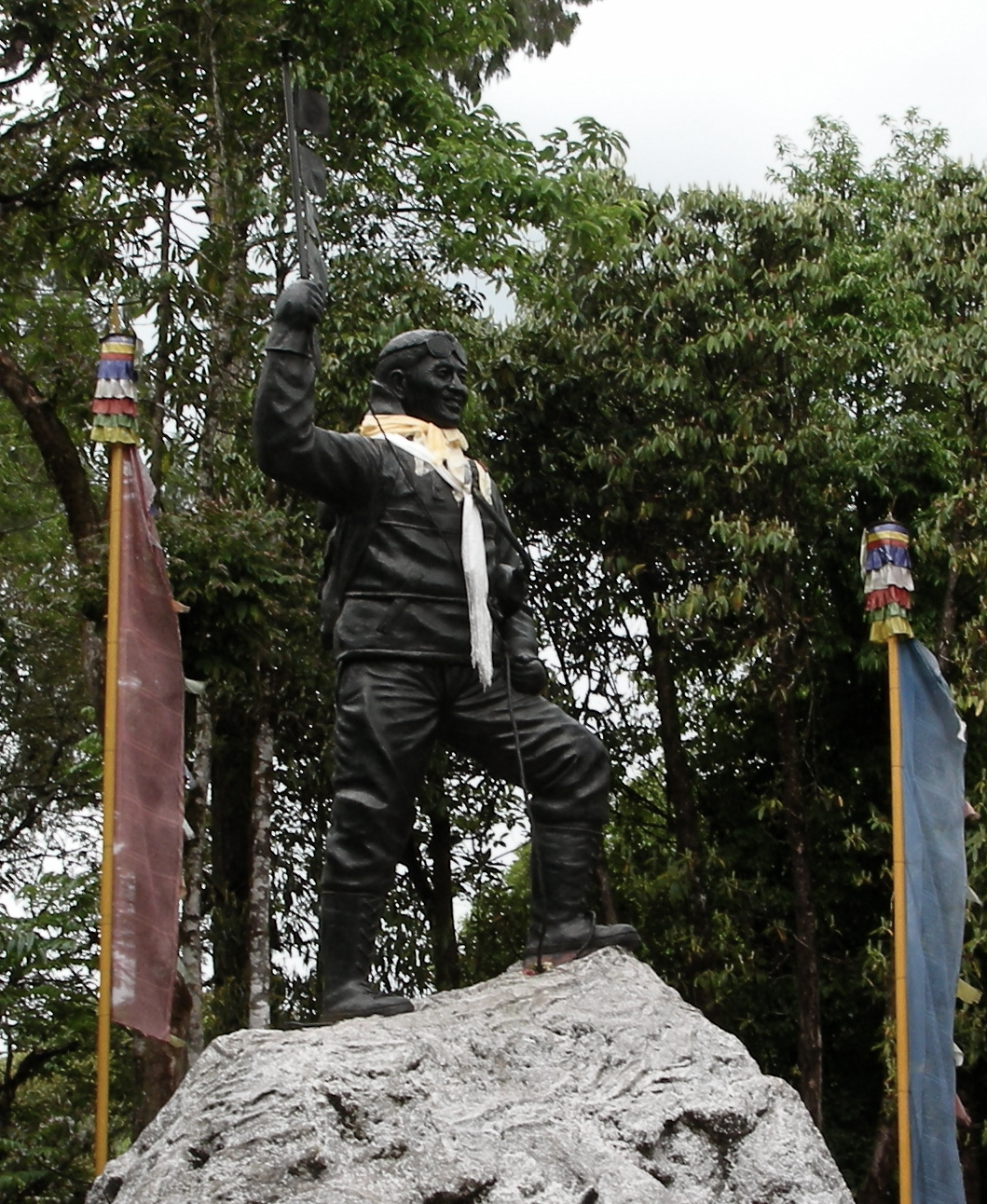
Tenzing Norgay (1914–1986)

- Norge (1898–1990), belgischer Dichter französischer Sprache
- Norguet, François (1929–2010), französischer Mathematiker

### Norh
- Norhadian, Ervant (1916–1994), rumänischer Radrennfahrer
- Norheim, Jørgen (* 1952), norwegischer Schriftsteller
- Norheim, Runar (* 2005), norwegischer Fußballspieler
- Norheim, Sondre (1825–1897), Pionier des modernen Skilaufs
- Norhisam, Hilman (* 2004), singapurischer Fußballspieler
- Nørholm, Ib (1931–2019), dänischer Komponist
- Norholt, Kirsten (* 1953), dänische Schauspielerin
- Norholt, Mathilde (* 1983), dänische Schauspielerin

### Nori
- Nori Sturm, Cláudio (* 1953), brasilianischer Ordensgeistlicher, römisch-katholischer Bischof von Patos de Minas
- Nori, Franziska (* 1968), italienisch-deutsche Kuratorin, Museumsdirektorin und Kunsthistorikerin
- Nori, Paolo (* 1963), italienischer Schriftsteller
- Noriac, Jules (1827–1882), französischer Schriftsteller und Librettist
- Noricus, Johann Ernst (1634–1678), deutscher Rechtsgelehrter
- Noriega Agüero, Zenón (1900–1957), Präsident einer peruanischen Militärjunta 1950
- Noriega Arce, Alfredo (1922–1993), peruanischer römisch-katholischer Ordensgeistlicher, Weihbischof in Lima
- Noriega Barceló, Sigifredo (* 1951), mexikanischer Geistlicher, Bischof von Zacatecas
- Noriega Bernuy, Julio (* 1956), peruanischer Literaturwissenschaftler und Hochschullehrer
- Noriega, Adela (* 1969), mexikanische Schauspielerin
- Noriega, Carlos (1922–1991), uruguayischer Wasserspringer und Schwimmer
- Noriega, Carlos I. (* 1959), US-amerikanischer Astronaut
- Noriega, Eduardo (* 1973), spanischer Schauspieler
- Noriega, Erick (* 2001), peruanisch-japanischer Fußballspieler
- Noriega, Francisco, Fußballspieler
- Noriega, José Antonio (* 1969), mexikanischer Fußballspieler
- Noriega, Manuel († 2017), panamaischer Politiker und Militär; Chef der Nationalgarde von PanamaManuel Noriega († 2017)

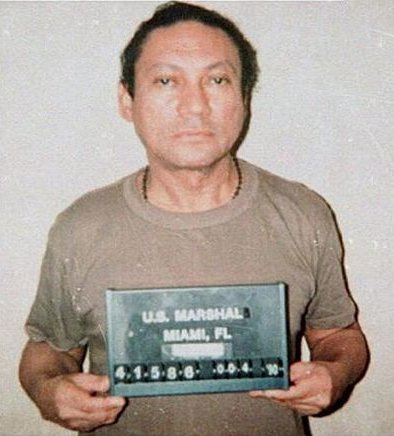
Manuel Noriega († 2017)

- Noriega, Oscar, US-amerikanischer Jazzmusiker
- Noriega, Ramón (* 1951), venezolanischer Radrennfahrer
- Noriega, Rodolfo (* 1943), kubanischer Radrennfahrer
- Noriega, Rodrigo, mexikanischer Fußballspieler
- Noriega, Victor (* 1978), US-amerikanischer Jazz-Pianist und Bandleader
- Noriki, Sōichi (* 1957), japanischer Jazz- und Fusionmusiker
- Noriko Kijima (* 1988), japanische Schauspielerin und ein Gravure Model
- Norimatsu, Ruka (* 1996), japanische Fußballspielerin
- Norin, Artjom Nikolajewitsch (* 1983), russischer Skilangläufer
- Norin, Carl-Henrik (1920–1967), schwedischer Jazz- und Unterhaltungsmusiker (Saxophon, Komposition)
- Norin, Fanny (* 2001), schwedische Tennisspielerin
- Norin, Georg (1909–1971), deutscher SS-Sturmbannführer und Apotheker
- Noring, Viktor (* 1991), schwedischer Fußballspieler
- Noris, Assia (1912–1998), russisch-italienische Schauspielerin
- Noris, Enrico (1631–1704), italienischer Kirchenhistoriker, Kardinal, Bibliothekar
- Noris, Günter (1935–2007), deutscher Bandleader, Pianist, Arrangeur und Komponist
- Noris, Hans (1883–1954), deutscher Architekt
- Noris, Mario (* 1958), italienischer Radrennfahrer
- Noris, Matteo (1640–1714), italienischer Dichter und Opernlibrettist
- Norisová, Soňa (* 1973), slowakische Schauspielerin
- Noritake, Ken (1922–1994), japanischer Fußballspieler
- Norizyn, Witali Wiktorowitsch (* 1983), russischer Biathlet

### Nork
- Nork, Friedrich (1803–1850), deutscher Schriftsteller
- Norkauer, Fritz (1887–1976), deutscher Architekt und Hochschullehrer
- Norkauer, Gretel (1892–1972), deutsche Architektin
- Norkevičius, Artūras (* 1975), litauischer Politiker
- Norkienė, Aušrinė (* 1975), litauische Politikerin
- Norkin, Amikam (* 1966), israelischer GeneralAmikam Norkin (* 1966)

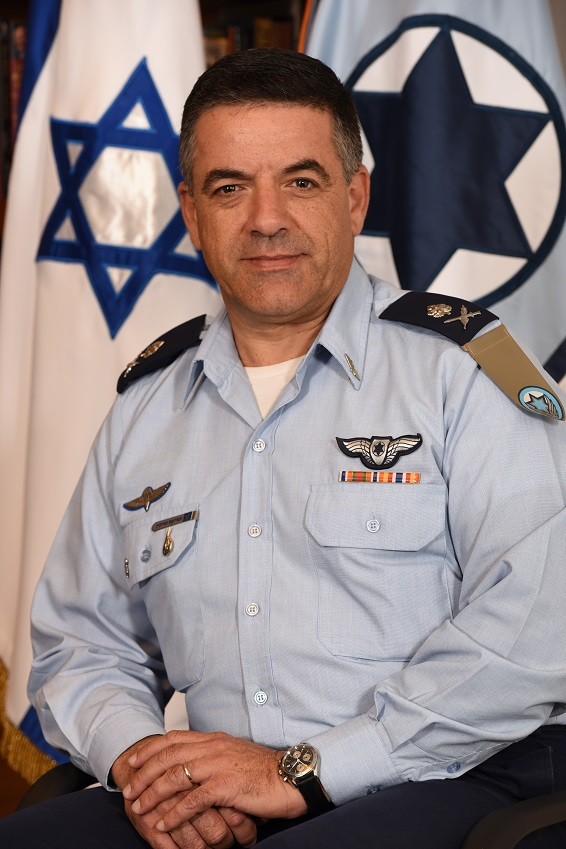
Amikam Norkin (* 1966)

- Nørklit, Peter (* 1971), dänischer Handballspieler
- Norkūnas, Algis (* 1962), litauischer Zivilrechtler, Richter
- Norkūnas, Gediminas (* 1978), litauischer Politiker
- Norkūnas, Petras (1912–2016), litauischer Chirurg und Hochschullehrer
- Norkus, Alfonsas (* 1951), litauischer Politiker
- Norkus, Alfred (1901–1982), deutsch-österreichischer Tonmeister
- Norkus, Herbert (1916–1932), deutscher Hitlerjunge
- Norkus, Renatas (* 1967), litauischer Verwaltungsjurist und Diplomat
- Norkus, Rimvydas (* 1979), litauischer Richter
- Norkus, Zenonas (* 1958), litauischer Philosoph und Hochschullehrer

### Norl
- Norl, Daniel (* 1995), US-amerikanisch-deutscher Basketballspieler
- Nörl, Martin (* 1993), deutscher Snowboarder
- Norlain, Bernard (* 1939), französischer General
- Norland, Cecilie Drabsch (* 1978), norwegische Schwimmerin und Paralympics-Teilnehmerin
- Norland, Donald (1924–2006), US-amerikanischer Diplomat
- Norland, Maurice (1901–1967), französischer Langstrecken- und Hindernisläufer
- Nørland, Oskar (1882–1941), dänischer Fußballspieler
- Norland, Richard (* 1955), US-amerikanischer Diplomat
- Norland, Synje (* 1982), deutsche Sängerin und Songschreiberin
- Norlander, Johannes (* 1974), schwedischer Architekt und Möbeldesigner
- Norlén, Andreas (* 1973), schwedischer Politiker
- Norlin, George (1871–1942), US-amerikanischer Klassischer Philologe und Hochschullehrer
- Norlin, Lloyd B (1918–2000), US-amerikanischer Musiker, Komponist und Textdichter
- Norlind, Arnold (1883–1929), schwedischer Geograph, Übersetzer und Schriftsteller
- Norlind, Ernst (1877–1952), schwedischer Maler und Schriftsteller
- Norlind, Staffan (1909–1978), schwedischer Maler und Musiker
- Norlind, Tobias (1879–1947), schwedischer Musikhistoriker, Museumsdirektor und Autor
- Norling, Axel (1884–1964), schwedischer Sportler
- Norling, Bie (* 1937), schwedische Bildhauerin
- Norling, Daniel (1888–1958), schwedischer Geräteturner und Springreiter
- Norling, Rikard (* 1971), schwedischer Fußballspieler und -trainer
- Nørlund, Niels Erik (1885–1981), dänischer Mathematiker und Astronom
- Nørlund, Poul (1888–1951), dänischer Historiker, Kultur- und Kunsthistoriker sowie Mittelalterarchäologe
- Norlyk, Christian, dänischer Filmproduzent
- Norlyk, Oliver (* 2000), dänischer Handballspieler

### Norm
- Normal, Manuel (* 1979), österreichischer Musiker
- Norman Leth, Lasse (* 1992), dänischer Radrennfahrer
- Norman, Aagot (1892–1979), norwegische Schwimmerin
- Norman, Åke (* 1962), schwedischer Skispringer und Skisprungtrainer
- Norman, Alexandra (* 1983), kanadische Squashspielerin
- Norman, Andrew (* 1979), US-amerikanischer Komponist
- Norman, Andrew (* 1980), englischer Snookerspieler
- Norman, Bebo (* 1973), US-amerikanischer Sänger, Gitarrist und Komponist aus dem Bereich der christlichen Popmusik
- Norman, Bertil (1929–2023), schwedischer Orientierungsläufer
- Norman, Charles (1757–1793), britischer Seemann
- Norman, Chris (* 1950), britischer Sänger und MusikerChris Norman (* 1950)

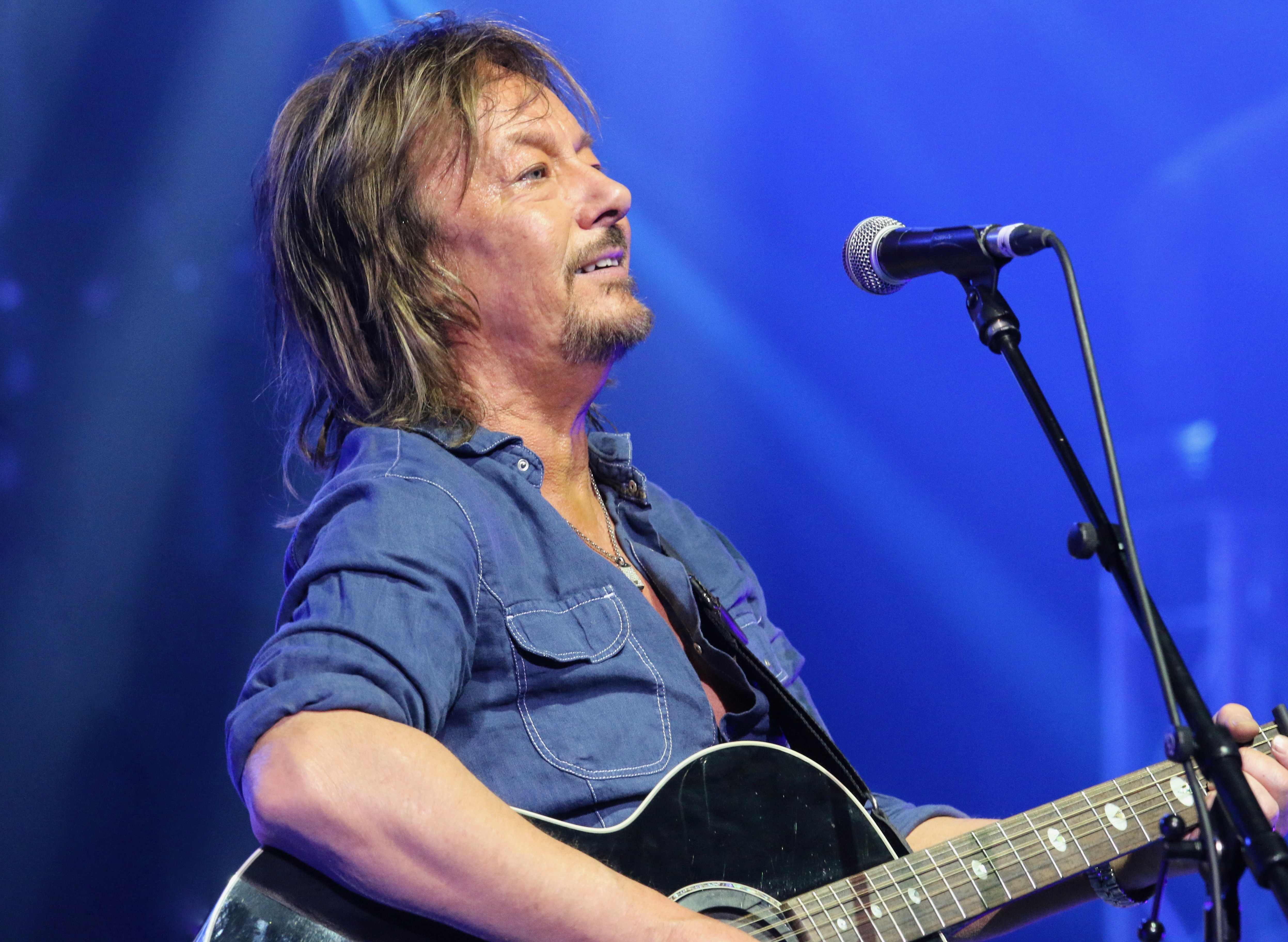
Chris Norman (* 1950)

- Norman, David B. (* 1952), britischer Paläontologe
- Norman, Decima (1909–1983), australische Sprinterin, Weitspringerin und Hürdenläuferin
- Norman, Diana (1933–2011), britische Schriftstellerin und Biografin
- Norman, Dick (* 1971), belgischer Tennisspieler
- Norman, Donald (* 1935), US-amerikanischer Kognitionswissenschaftler und Usability-Spezialist
- Norman, Egerton Herbert (1909–1957), kanadischer Japanologe, Diplomat, Opfer der McCarthy-Ära
- Norman, Francis (* 1988), deutscher Viola-/Violinenspieler
- Norman, Fred (1910–1993), US-amerikanischer Jazzmusiker und Arrangeur
- Norman, Fred B. (1882–1947), US-amerikanischer Politiker
- Norman, Frederick (1897–1968), britischer Hochschullehrer und Nachrichtendienstler
- Norman, Gene (1922–2015), US-amerikanischer Jazzproduzent
- Norman, Greg (* 1955), australischer Golfer
- Norman, Gwen (* 1950), US-amerikanische Sprinterin
- Norman, Hal John (1911–2011), US-amerikanischer Schauspieler, Moderator und Hörspielsprecher
- Norman, Henry (1826–1904), britischer Feldmarschall und Gouverneur
- Norman, Henry, 1. Baronet (1858–1939), britischer Politiker, Unterhausabgeordneter
- Norman, Herman Cameron (1872–1955), britischer Diplomat
- Norman, Irving (1906–1989), litauisch-amerikanischer Zeichner, Maler und politischer Aktivist
- Norman, Jace (* 2000), US-amerikanischer Schauspieler und Filmproduzent
- Norman, Jean (* 1977), deutscher Komponist, Texter und Sänger
- Norman, Jerry (1936–2012), US-amerikanischer Sprachwissenschaftler (Sinologe, Mandschurist)
- Norman, Jesse (* 1962), britischer Politiker (Conservative Party), Mitglied des House of Commons
- Norman, Jessye (1945–2019), US-amerikanische Opernsängerin (Sopran)Jessye Norman (1945–2019)

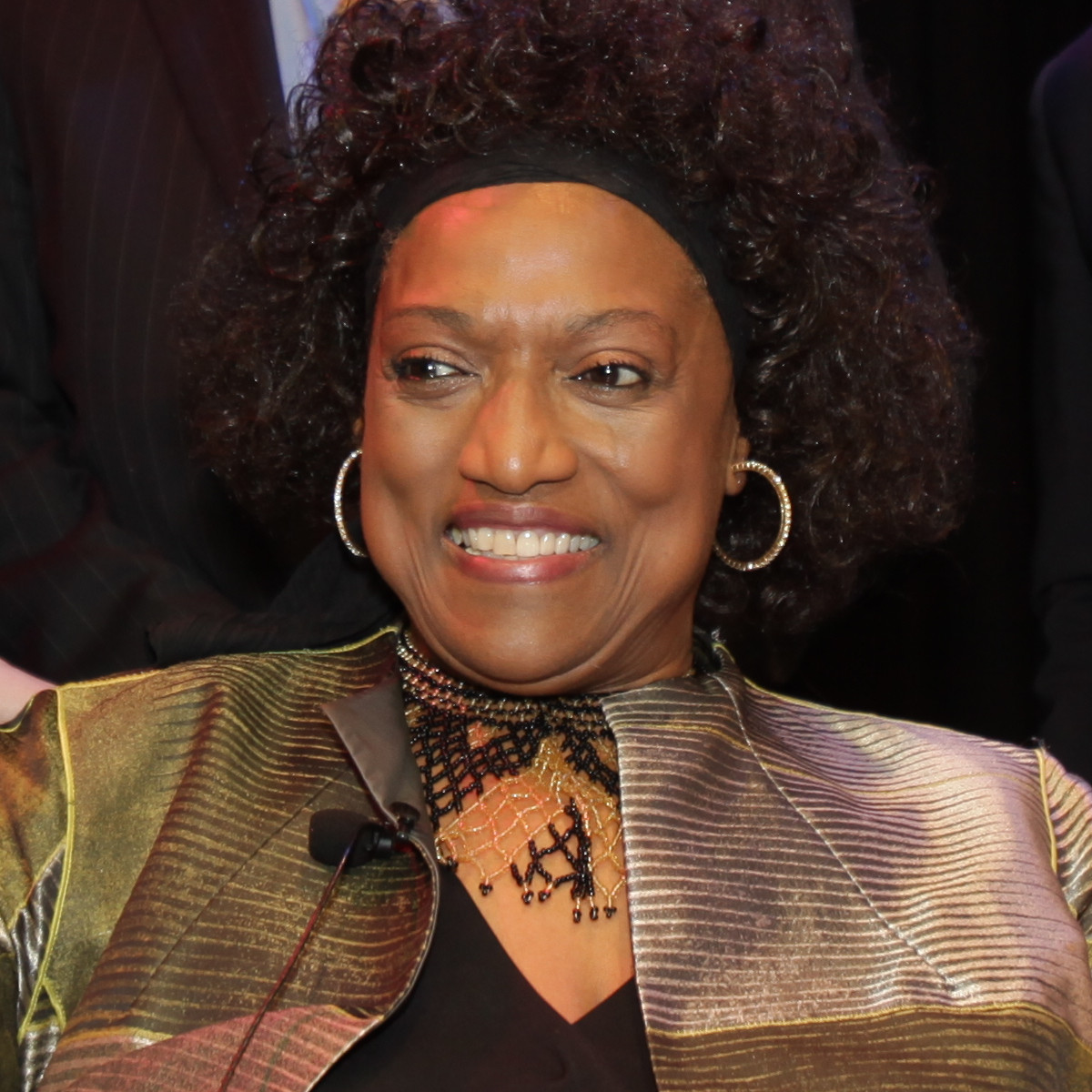
Jessye Norman (1945–2019)

- Norman, John (* 1931), US-amerikanischer Schriftsteller und Philosoph
- Norman, John Jnr (* 1974), kanadischer Dartspieler
- Norman, John Roxborough (1898–1944), britischer Ichthyologe
- Norman, Josh (* 1987), US-amerikanischer American-Football-Spieler
- Norman, Larry (1947–2008), US-amerikanischer Sänger und Komponist
- Norman, Len (1947–2021), britischer Politiker (Jersey)
- Norman, Leslie (1911–1993), britischer Filmeditor, Filmregisseur, Filmproduzent, Produktionsleiter und Drehbuchautor
- Norman, Loulie Jean (1913–2005), US-amerikanische Sopranistin
- Norman, Ludvig (1831–1885), schwedischer Dirigent und Komponist
- Norman, Magnus (* 1976), schwedischer TennisspielerMagnus Norman (* 1976)

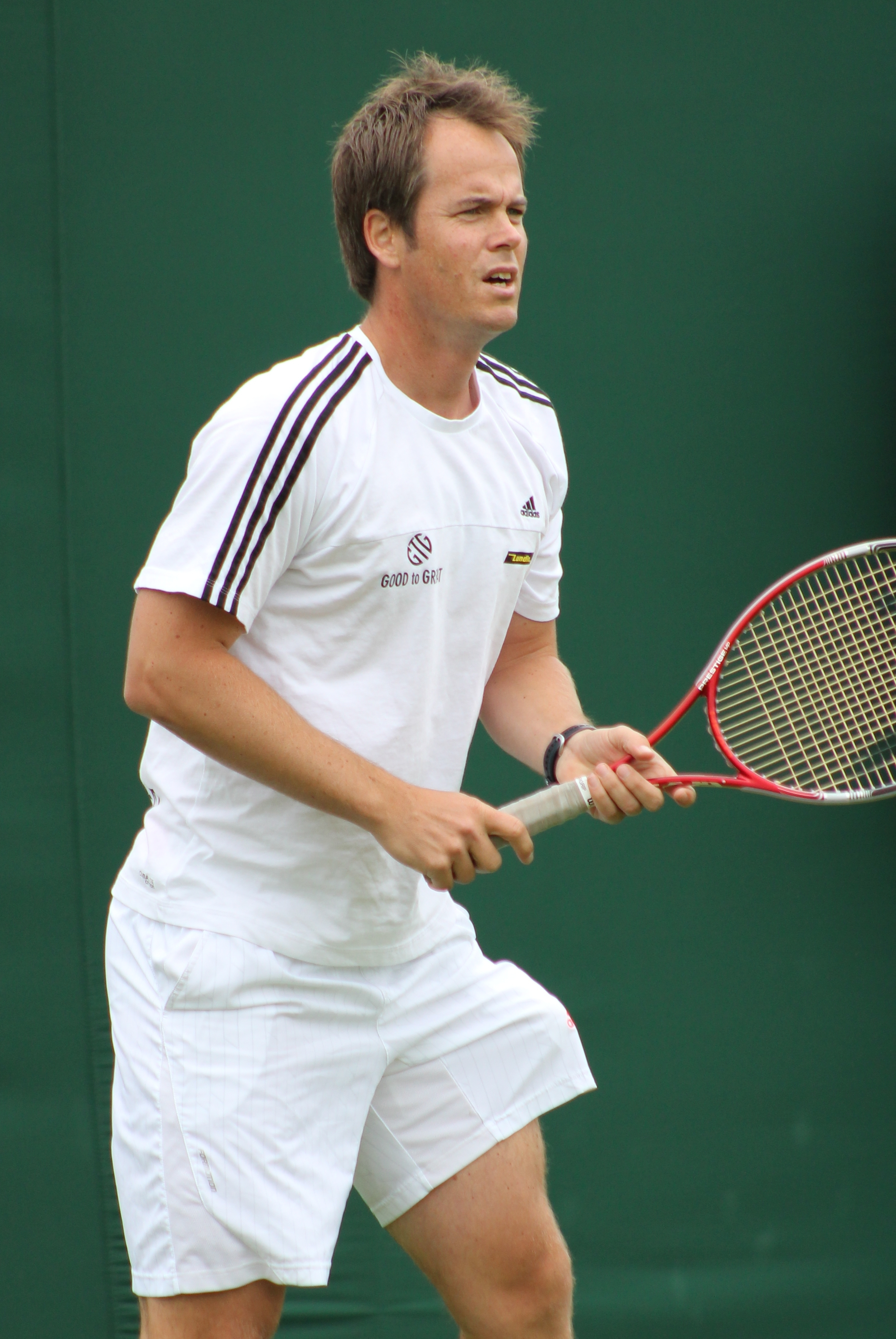
Magnus Norman (* 1976)

- Norman, Maidie (1912–1998), US-amerikanische Schauspielerin
- Norman, Marc (* 1941), US-amerikanischer Drehbuchautor und Filmproduzent
- Norman, Marsha (* 1947), amerikanische Schriftstellerin und Autorin
- Norman, Maurice (1934–2022), englischer Fußballspieler
- Norman, Max, britischer Musikproduzent, Toningenieur und Mischer
- Norman, Michael (* 1997), US-amerikanischer Leichtathlet
- Norman, Michael L. (* 1953), US-amerikanischer Astrophysiker
- Norman, Moe (1929–2004), kanadischer Golfer
- Norman, Montagu, 1. Baron Norman (1871–1950), englischer Bankier
- Norman, Monty (1928–2022), britischer Sänger, Texter und Komponist von Musicals und Filmmusiken
- Norman, Nancy (1925–2024), US-amerikanische Sängerin
- Norman, Nigel, 2. Baronet (1897–1943), britischer Unternehmer und Militärflieger
- Norman, Peggy (1911–1960), ungarische Filmschauspielerin
- Norman, Peter (1942–2006), australischer Leichtathlet
- Norman, Peter (* 1958), schwedischer Politiker und Ökonom
- Norman, Ralph (* 1953), amerikanischer Immobilienentwickler und Politiker der Republikanischen Partei
- Norman, Rendé Rae (1958–2020), US-amerikanische Film-, Fernseh- und Theaterschauspielerin sowie Musicaldarstellerin
- Norman, Robert, englischer Seemann, Kompasshersteller und Wissenschaftler
- Norman, Roger (1928–1995), schwedischer Dreispringer
- Norman, Roger von (1908–2000), deutscher Filmeditor und Filmregisseur
- Norman, Ross (* 1959), neuseeländischer Squashspieler
- Norman, Russel (* 1967), neuseeländischer Politiker und Umweltschützer
- Norman, Samuel Hinga (1940–2007), sierra-leonischer Stammesführer der Mende und Anführer der Kamajors, der Civil Defence Force während des Bürgerkriegs in Sierra Leone
- Norman, Shon (* 1991), israelischer Eishockeyspieler
- Norman, Torquil (1933–2025), britischer Unternehmer, Flugzeugliebhaber und Kunstphilanthrop
- Norman, Victor (1946–2024), norwegischer Politiker, Mitglied des Storting und Wirtschaftswissenschaftler
- Norman, Woody (* 2009), britischer KinderdarstellerWoody Norman (* 2009)

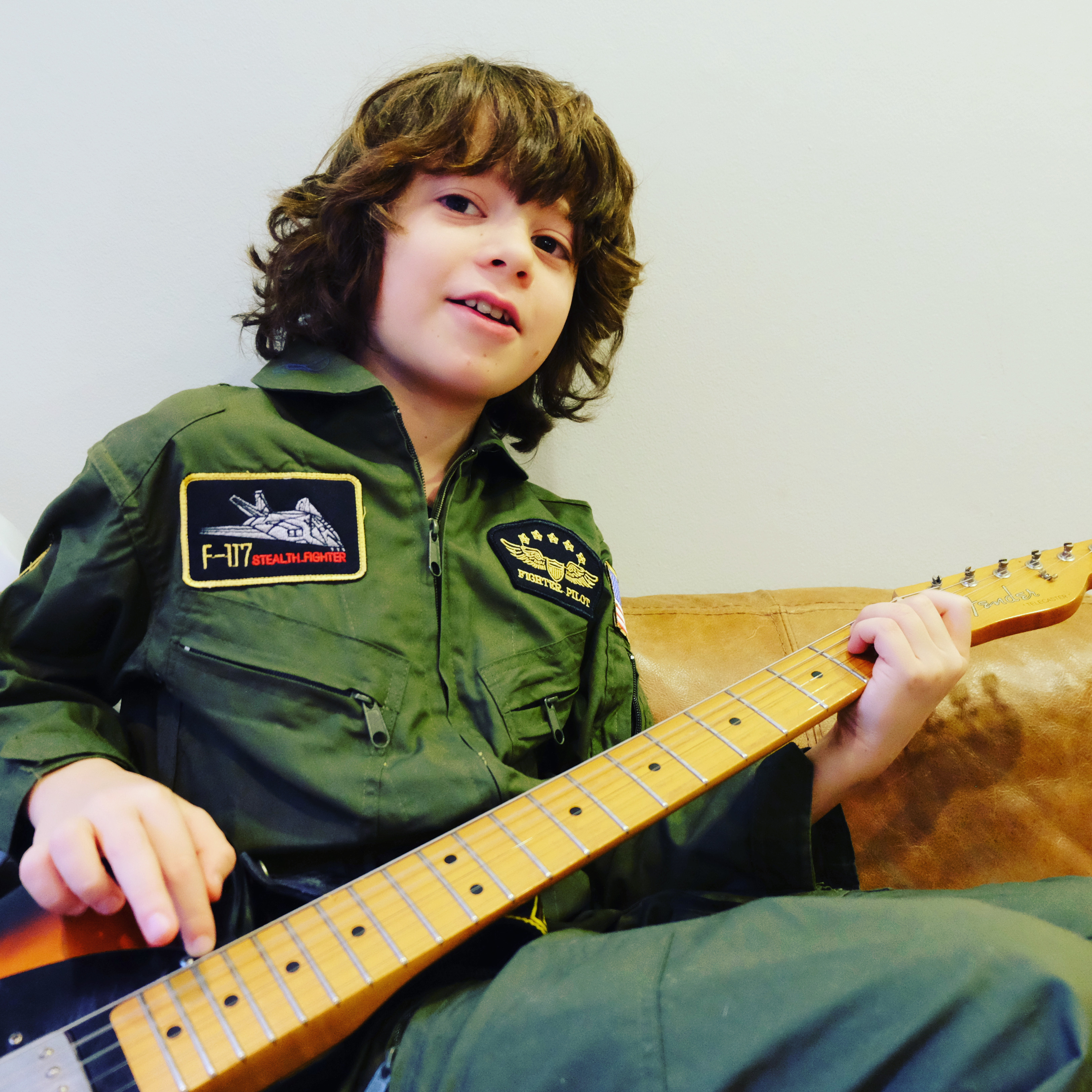
Woody Norman (* 2009)

- Norman, Zack (1940–2024), US-amerikanischer Schauspieler und Produzent
- Norman-Neruda, Ludwig (1864–1898), englischer Bergsteiger, Maler
- Norman-Neruda, May (1867–1945), englische Bergsteigerin
- Normand, Bruce (* 1966), britischer theoretischer Festkörperphysiker und Bergsteiger
- Normand, Ernest (1857–1923), britischer Genremaler
- Normand, Jacques (1848–1931), französischer Schriftsteller
- Normand, Jacques (1922–1998), kanadischer Sänger und Entertainer
- Normand, Kirstin (* 1974), kanadische Synchronschwimmerin
- Normand, Mabel (1892–1930), US-amerikanische Stummfilmschauspielerin
- Normand, Roger (1912–1983), französischer Mittelstreckenläufer
- Normand, Wilfrid, Baron Normand (1884–1962), schottisch-britischer Jurist und Politiker (Conservative Party), Mitglied des House of Commons
- Normandeau, Robert (* 1955), kanadischer Komponist elektroakustischer und akusmatischer Musik
- Normandon, Lucas (* 1988), französischer Eishockeytorwart
- Normani (* 1996), US-amerikanische SängerinNormani (* 1996)

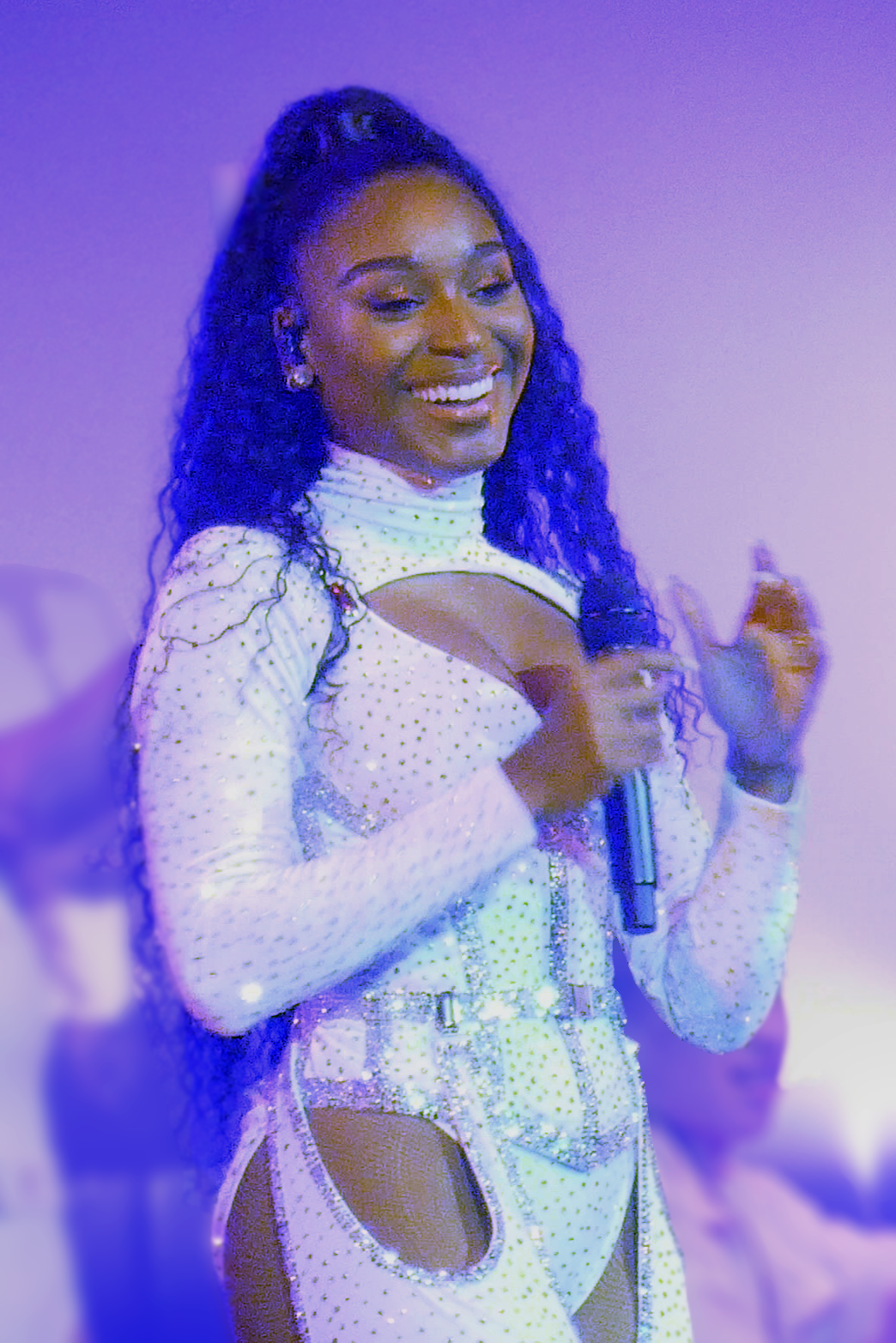
Normani (* 1996)

- Normann, Adelsteen (1848–1918), norwegischer Maler
- Normann, Alexander von (1893–1983), deutscher Jurist und Richter am Bundesgerichtshof
- Normann, Arnold Christian (1904–1978), dänischer Politiker (Det Radikale Venstre), Folketingsabgeordneter und Minister
- Normann, Axel von (1760–1835), schwedischer Regimentschef und später preußischer Generalmajor
- Normann, Bernd (* 1952), deutscher Fußballspieler
- Normann, Ernst Christoph von (1717–1770), österreichischer Generalmajor, Ritter des Militär-Maria-Theresien-Ordens
- Normann, Friederike von (* 1965), deutsche Filmeditorin
- Normann, Georg Balthasar von (1721–1795), preußischer Generalmajor, Chef des Dragonerregiments Nr. 4
- Normann, Gustav (1821–1893), estnischer Orgelbauer
- Normann, Gustav von (1790–1855), Stadtkommandant von Braunschweig
- Normann, Hans von (1880–1918), deutscher Landrat
- Normann, Johann Christian von (1733–1802), preußischer Landrat
- Normann, Johann Friedrich von (1734–1798), preußischer Generalmajor
- Normann, Karl Ludwig von (1705–1780), preußischer Generalmajor, Chef des Dragonerregiments Nr. 1
- Normann, Karl von (1827–1888), deutscher Offizier, Hofbeamter und Diplomat
- Normann, Mathias (* 1996), norwegischer Fußballspieler
- Normann, Matthäus von († 1556), deutscher Jurist
- Normann, Oskar von (1844–1912), deutscher Rittergutsbesitzer und Politiker, MdR
- Normann, Regine (1867–1939), norwegische Schriftstellerin
- Normann, Robert (1916–1998), norwegischer Jazzmusiker (Gitarre, Komposition)
- Normann, Rudolf von (1806–1882), deutscher Maler, Zeichner, Lithograph und Bühnenbildner
- Normann, Walter, deutscher Fußballspieler
- Normann, Wilhelm (1870–1939), deutscher Chemiker
- Normann-Ehrenfels, Friedrich von (1787–1834), deutscher Kammerherr
- Normann-Ehrenfels, Karl August Friedrich von (1783–1824), deutscher Kammerherr
- Normann-Ehrenfels, Karl von (1784–1822), württembergischer Generalmajor und Philhellene
- Normann-Ehrenfels, Philipp Christian von (1756–1817), deutscher Jurist und Staatsminister des Königreichs Württemberg
- Normantas, Augustinas (* 1952), litauischer Verwaltungsjurist, Ombudsman und Verfassungsrichter
- Normantas, Jonas, litauischer Fußballspieler
- Normantas, Valentinas (* 1941), litauischer Schachspieler
- Normanton, Helena (1882–1957), britische Anwältin
- Normark, Staffan (* 1945), schwedischer Mikrobiologe und Genetiker
- Normatova, Feruza (* 1989), usbekische Schauspielerin
- Norment, Elizabeth (1952–2014), US-amerikanische Schauspielerin
- Normet, Dagmar (1921–2008), estnische Schriftstellerin und Übersetzerin
- Normet, Leo (1922–1995), estnischer Komponist
- Nörmiger, August († 1613), deutscher Komponist
- Normio, Teemu (* 1980), finnischer Eishockeyspieler
- Normuradov, Ergash (* 1995), usbekischer Hürdenläufer
- Normurodova, Sitora (* 2002), usbekische Tennisspielerin

### Noro
- Noro, Eitarō (1900–1934), japanischer Marxist
- Noro, Genjō (1694–1761), japanischer Kräuterkundler und Pionier der Hollandkunde (Rangaku)
- Noro, Issei (* 1957), japanischer Gitarrist und Songwriter
- Noro, Kageyoshi (1854–1923), japanischer Metallurg
- Noro, Kaiseki (1747–1828), japanischer Maler
- Noro, Masamichi (1935–2013), japanischer Aikidō-Meister
- Noro, Stéphane (* 1979), französischer Fußballspieler
- Norocel, Epifanie (1932–2013), rumänisch-orthodoxer Geistlicher
- Norodom I. (1834–1904), kambodschanischer König
- Norodom Kantol (1920–1976), kambodschanischer Politiker
- Norodom Ranariddh (1944–2021), kambodschanischer Politiker
- Norodom Sihamoni (* 1953), kambodschanischer KönigNorodom Sihamoni (* 1953)

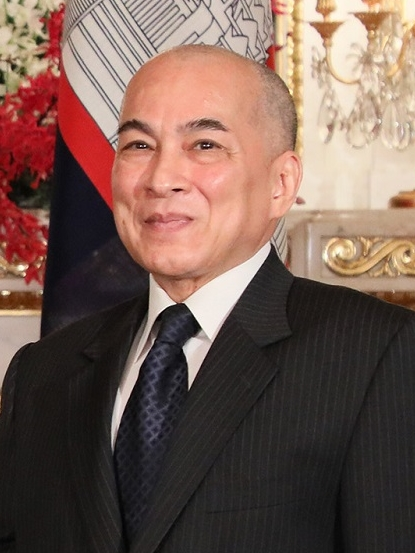
Norodom Sihamoni (* 1953)

- Norodom Sihanouk (1922–2012), kambodschanischer Adeliger, König von Kambodscha
- Norodom Suramarit (1896–1960), König von Kambodscha
- Noroila, Fanni (* 1992), finnische Schauspielerin und Musikerin
- Norolchoo, Dordschiin (* 1949), mongolische Kunstturnerin
- Noroña, Francisco († 1788), spanischer Botaniker und Arzt
- Noronen, Mika (* 1979), finnischer Eishockeytorwart
- Noronha, Aderlânia (* 1978), brasilianische Politikerin
- Noronha, Afonso, osttimoresischer Politiker
- Noronha, Afonso de (* 1510), portugiesischer Adliger und 5. Vizekönig von Portugiesisch-Indien (1550–1554)
- Noronha, Antão de (1520–1569), portugiesischer Adliger, Vizekönig von Portugiesisch-Indien
- Noronha, António José de Sousa Manoel de Menezes Severim de (1792–1860), portugiesischer General und Politiker
- Noronha, Diogo Manuel de (1859–1929), portugiesischer Adliger
- Noronha, Duarte Manuel de (1827–1906), portugiesischer Adliger
- Noronha, Fernão de, portugiesisch marranischerer Kaufmann und einer der ersten großen Brasilholzhändler
- Noronha, Garcia de (1480–1540), portugiesischer Adliger
- Noronha, Isabel (* 1964), mosambikanische Regisseurin und Filmemacherin
- Noronha, Manuel Henrique (* 1969), osttimoresischer Politiker
- Noronha, Maria Teresa de (1918–1993), portugiesische Sängerin des Fado
- Noronha, Mário de (1885–1973), portugiesischer Degenfechter
- Noronha, Maxwell Valentine (1926–2018), indischer Geistlicher, römisch-katholischer Bischof von Calicut
- Noronha, Rui de (1909–1943), mosambikanischer Dichter, Schriftsteller und Journalist
- Noronha, Santos, osttimoresischer Politiker
- Noroozi, Afshin (* 1985), iranischer Tischtennisspieler
- Noroozi, Omid Haji (* 1986), iranischer Ringer und Olympiasieger
- Norota, Yoshikazu (* 1972), japanischer Skispringer
- Norouzi Nezhad, Pouya (* 1994), iranischer Handballspieler
- Norouzi, Elnaaz (* 1992), iranisch-deutsches Model und SchauspielerinElnaaz Norouzi (* 1992)

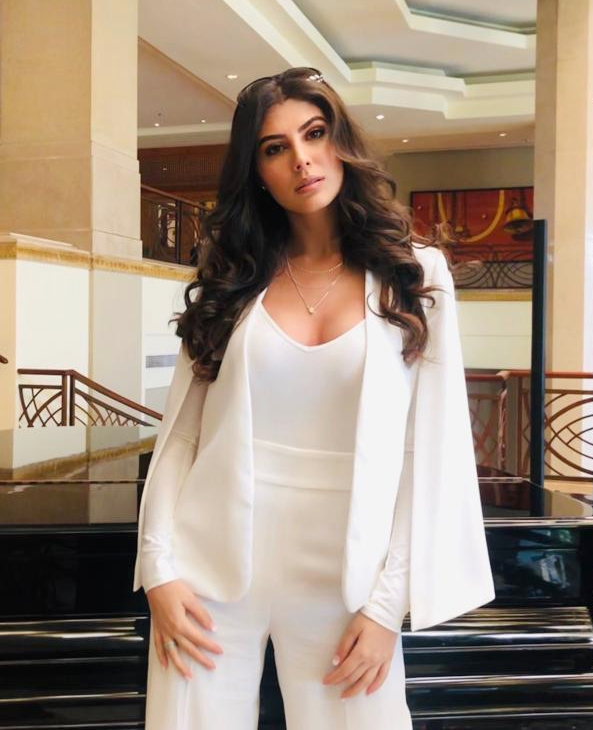
Elnaaz Norouzi (* 1992)

- Norouzi, Maryam (* 1990), iranische Kugelstoßerin
- Norouzi, Melika (* 2005), iranische Hammerwerferin
- Norov, Vladimir (* 1955), usbekischer Außenminister
- Norowzian, Mehdi (* 1958), britisch-iranischer Filmregisseur, Filmproduzent und Drehbuchschreiber

### Norp
- Nörpel, Clemens (1885–1950), deutscher Gewerkschafter
- Norpoth, Harald (* 1942), deutscher Mittel- und Langstreckenläufer
- Norpoth, Helmut (* 1943), US-amerikanischer Politikwissenschaftler
- Norpoth, Leo (1901–1973), deutscher Mediziner und Medizinhistoriker
- Norprath, Johann von († 1657), dänischer und kurbrandenburger Generalleutnant, Gouverneur von Herford, Gouverneur von Düsseldorf

### Norq
- Norquay, John (1841–1889), kanadischer Politiker
- Norquist, David (* 1966), US-amerikanischer Politiker und Haushaltsexperte
- Norquist, Grover (* 1956), US-amerikanischer Präsident der Interessenvertretung Americans for Tax Reform

### Norr
- Nörr, Dieter (1931–2017), deutscher Rechtswissenschaftler
- Nörr, Johannes (1886–1974), deutscher Veterinärmediziner
- Nörr, Knut Wolfgang (1935–2018), deutscher Rechtswissenschaftler
- Nörr, Siegmund (1901–1976), deutscher Jurist
- Norraseth Lukthong (* 1994), thailändischer Fußballspieler
- Norrback, Arne (* 1937), schwedischer Gewichtheber
- Norrback, Ole (* 1941), finnischer Politiker und Diplomat, Mitglied des Reichstags
- Norrbohm, Peer (* 1942), dänischer Kanute
- Norrby, Samuel (1906–1955), schwedischer Kugelstoßer
- Norre Nielsen, Henrik, dänischer Basketballspieler
- Nørregaard, Allan (* 1981), dänischer Segler
- Nørregaard, Asta (1853–1933), norwegische Malerin
- Nørregaard, Benjamin Wegner (1861–1935), norwegischer Offizier, Abenteurer, Eisenbahningenieur, Autor, Journalist und Kriegsberichterstatter
- Nørregaard, Hanne (* 1968), dänische Fußballspielerin
- Nørregaard, Harald (1864–1938), norwegischer Rechtsanwalt
- Nørregaard, Hjalte Bo (* 1981), dänischer Fußballspieler
- Nørregaard, Svend-Erik (1941–2002), dänischer Jazz- und Unterhaltungsmusiker (Schlagzeug)
- Nørregård-Nielsen, Hans Edvard (1945–2023), dänischer Kulturhistoriker, -kritiker und Journalist
- Norrell, Catherine Dorris (1901–1981), US-amerikanische Politikerin
- Norrell, William Frank (1896–1961), US-amerikanischer Politiker
- Norrena, Fredrik (* 1973), finnischer Eishockeytorwart und -trainer
- Nörrenberg, Constantin (1862–1937), deutscher Bibliothekar, Germanist und Bibliotheksdirektor
- Nörrenberg, Johann Gottlieb (1787–1862), deutscher Physiker
- Norrenberg, Peter (1847–1894), deutscher katholischer Priester, Historiker, Sozialpolitiker
- Nørretranders, Tor (* 1955), dänischer Sachbuchautor und Wissenschaftsjournalist
- Norreys, Henry, 1. Baron Norreys († 1601), englischer Adliger und Politiker in der Tudorzeit
- Norreys, John (1547–1597), englischer Heeresführer und Lord President von Munster
- Norrick, Neal R. (* 1948), US-amerikanischer Linguist
- Norrick-Rühl, Corinna (* 1985), deutsche Buchwissenschaftlerin
- Norrie, Anna (1860–1957), schwedische Schauspielerin und Operettensängerin
- Norrie, Cameron (* 1995), britischer Tennisspieler
- Norrie, Christopher R., US-amerikanischer Offizier, Generalmajor der US-Army
- Norrie, Moira (* 1953), britische Informatikerin und Hochschullehrerin
- Norrie, Willoughby, 1. Baron Norrie (1893–1977), britischer General, Gouverneur von South Australia und Generalgouverneur von Neuseeland
- Norrild, Casper (* 1987), dänischer Eishockeytorwart
- Norrington, Roger (1934–2025), britischer Dirigent
- Norrington, Stephen (* 1964), britischer Filmregisseur und Spezialeffekt-Experte
- Norrington-Davies, Rhys (* 1999), walisisch-saudi-arabischer Fußballspieler
- Norris, Aaron (* 1951), US-amerikanischer RegisseurAaron Norris (* 1951)

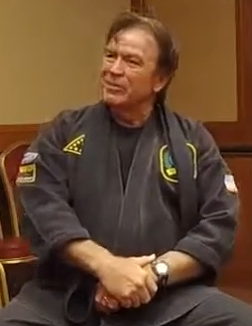
Aaron Norris (* 1951)

- Norris, Alan (* 1972), englischer Dartspieler
- Norris, Alex, US-amerikanischer Jazztrompeter
- Norris, Anton (* 1940), barbadischer Hochspringer und Cricketspieler
- Norris, Arthur, englischer Tennisspieler
- Norris, Barney (* 1987), britischer Schriftsteller und Dramatiker
- Norris, Benjamin White (1819–1873), US-amerikanischer Rechtsanwalt und Politiker
- Norris, Bert (1898–1990), britischer Marathonläufer
- Norris, Bruce (* 1960), US-amerikanischer Dramatiker und Schauspieler
- Norris, Charles (1867–1935), US-amerikanischer Gerichtsmediziner, Pionier der forensischen Toxikologie
- Norris, Christopher (* 1953), US-amerikanische Schauspielerin
- Norris, Chuck (* 1940), US-amerikanischer Schauspieler und KarateweltmeisterChuck Norris (* 1940)

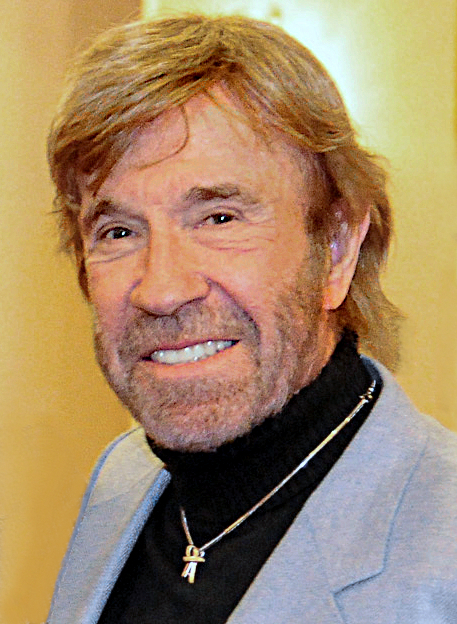
Chuck Norris (* 1940)

- Norris, Clair (* 1997), britische Schauspielerin
- Norris, Daran (* 1964), US-amerikanischer Schauspieler und Synchronsprecher
- Norris, Dave (* 1939), neuseeländischer Weit- und Dreispringer
- Norris, David (* 1944), irischer Politiker und Hochschullehrer
- Norris, David (* 1990), US-amerikanischer Skilangläufer
- Norris, Dean (* 1963), US-amerikanischer Schauspieler
- Norris, Dwayne (* 1970), kanadischer Eishockeyspieler und -funktionär
- Norris, Edgar (1902–1982), kanadischer Ruderer
- Norris, Edward (1911–2002), US-amerikanischer Schauspieler
- Norris, Edwin L. (1865–1924), US-amerikanischer Politiker, Gouverneur von Montana (1908–1913)
- Norris, Eric George (1918–2005), britischer Diplomat und Verwaltungsbeamter
- Norris, Fate (1878–1944), US-amerikanischer Old-Time-Musiker
- Norris, Frank (1870–1902), US-amerikanischer Schriftsteller
- Norris, Fred (1921–2006), britischer Langstreckenläufer
- Norris, George W. (1861–1944), US-amerikanischer Rechtsanwalt und Politiker
- Norris, Hayden (* 2002), britischer Bahnradsportler
- Norris, Henry († 1536), englischer Höfling und Kammerdiener Heinrichs VIII.
- Norris, Henry (1865–1934), englischer Unternehmer, Fußballfunktionär und Politiker (Conservative Party), Mitglied des House of Commons
- Norris, Hermione (* 1967), britische SchauspielerinHermione Norris (* 1967)

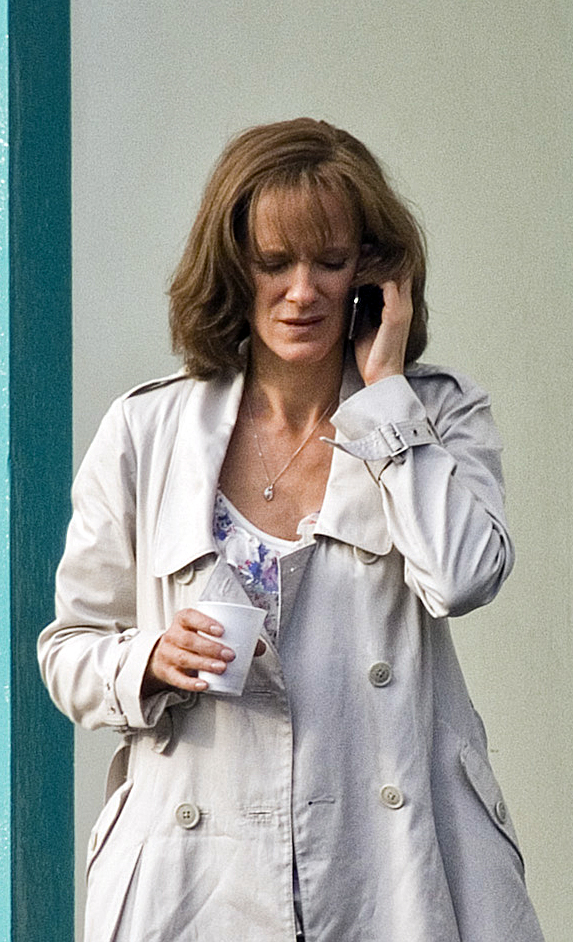
Hermione Norris (* 1967)

- Norris, Homer Albert (1860–1920), US-amerikanischer Organist, Komponist und Musikwissenschaftler
- Norris, James (1930–2021), US-amerikanischer Wasserballspieler
- Norris, James Flack (1871–1940), US-amerikanischer Chemiker
- Norris, James R. (* 1960), britischer Mathematiker
- Norris, John (1671–1749), britischer Marineoffizier
- Norris, John (1934–2010), kanadischer Verleger und Musikproduzent
- Norris, Joseph (* 1650), englischer Uhrmacher
- Norris, Josh (* 1999), US-amerikanischer Eishockeyspieler
- Norris, Justin (* 1980), australischer Schwimmer
- Norris, Kathleen (1880–1966), US-amerikanische Schriftstellerin
- Norris, Kathleen (* 1947), US-amerikanische Autorin und Dichterin
- Norris, Keith (* 1985), US-amerikanischer Radrennfahrer
- Norris, Ken (* 1931), britischer Langstreckenläufer
- Norris, Ken (* 1967), amerikanischer Jazzmusiker (Gesang)
- Norris, Lachlan (* 1987), australischer Radrennfahrer
- Norris, Lando (* 1999), britischer AutomobilrennfahrerLando Norris (* 1999)

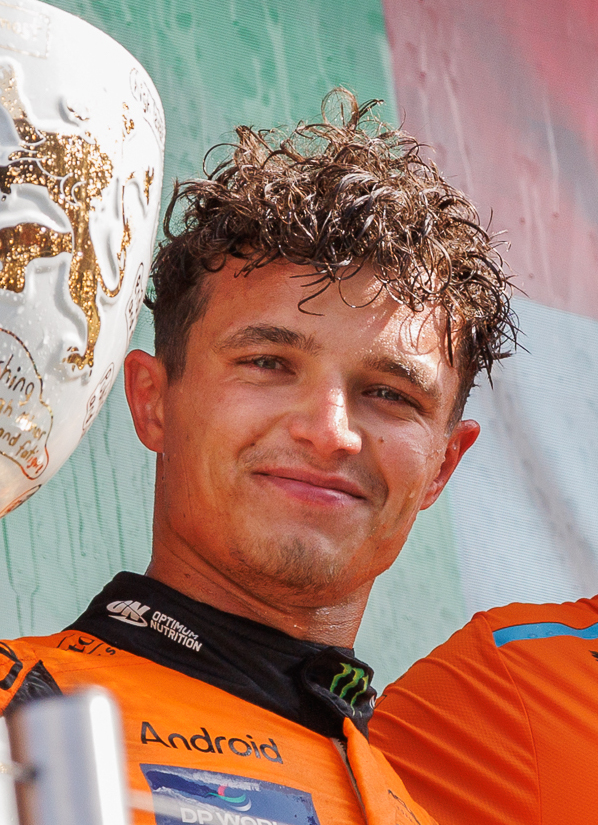
Lando Norris (* 1999)

- Norris, Lee (* 1981), US-amerikanischer Schauspieler
- Norris, Leslie (1921–2006), walisischer Schriftsteller
- Norris, Moses (1799–1855), US-amerikanischer Politiker (Demokratische Partei)
- Norris, Natalie (* 1990), US-amerikanische Fußballspielerin
- Norris, Orlin (* 1965), US-amerikanischer Boxer
- Norris, Patricia (1931–2015), US-amerikanische Kostüm- und Szenenbildnerin
- Norris, Paul, Spezialeffektkünstler
- Norris, Paul (1914–2007), US-amerikanischer Comiczeichner
- Norris, Philetus Walter (1821–1885), US-amerikanischer Superintendent des Yellowstone-Nationalparkes
- Norris, Pippa (* 1953), britisch-amerikanische Politologin und Hochschullehrerin
- Norris, Ray (1916–1958), kanadischer Jazz- und Unterhaltungsmusiker (Gitarre)
- Norris, Roy Lewis (1948–2020), US-amerikanischer Serienmörder
- Norris, Terry (* 1967), US-amerikanischer Boxer
- Norris, Tobias (1861–1936), kanadischer Politiker
- Norris, Walter (1931–2011), US-amerikanischer Jazzpianist
- Norris, Warren (* 1974), kanadischer Eishockeyspieler
- Norris, Will (* 1993), englischer Fußballtorhüter
- Norris, William C. (1911–2006), US-amerikanischer Computerpionier
- Norris, William Edward (1847–1925), britischer Schriftsteller und Journalist
- Norris, Woody (* 1939), US-amerikanischer Erfinder und Unternehmer
- Norrish, Ronald George Wreyford (1897–1978), englischer Chemiker und Nobelpreisträger für Chemie
- Norriss, Andrew (* 1947), britischer Autor von Kinderbüchern
- Norrlund, Sirkka (1943–2022), finnische Leichtathletin
- Norrman, Gunnar (1912–2005), schwedischer Maler und Grafiker
- Norrmann, Gerhard Philipp Heinrich (1753–1837), deutscher Jurist und Hochschullehrer
- Norrmannus, Laurentius (1651–1703), schwedischer Philologe und lutherischer Theologe
- Norrodin, Adam (* 1998), malaysischer Motorradrennfahrer
- Norrthon, Henrik (* 1979), schwedischer Regisseur

### Nors
- Nors, Dorthe (* 1970), dänische Schriftstellerin
- Norsa, Medea (1877–1952), italienische Klassische Philologin und Papyrologin
- Norsch, Herbert (1908–1955), US-amerikanischer Filmtechniker und Spezialeffektkünstler
- Norse, Harold (1916–2009), US-amerikanischer Schriftsteller und Lyriker
- Norseng, Per G. (* 1951), norwegischer Historiker und Hochschullehrer
- Norseth, Helge (1923–2008), norwegischer Widerstandsaktivist und KZ-Überlebender
- Nørsett, Syvert Paul (1944–2024), norwegischer Mathematiker
- Norsgaard Bjerg, Emma (* 1999), dänische Radsportlerin
- Norsgaard, Mathias (* 1997), dänischer Radrennfahrer
- Norshahrul Idlan (* 1986), malaysischer Fußballspieler
- Norsiah Haji Abdul Gapar, Hajah (* 1952), bruneiische Schriftstellerin
- Nørskov, Jens (* 1952), dänischer Chemiker und Physiker
- Norst, Anton (1859–1939), österreichischer Beamter, Kommunalpolitiker, Journalist und Autor
- Norst, Marlene (1930–2010), australisch-österreichische Sprachwissenschaftlerin, Pädagogin und Philanthrop
- Norstad, Lauris (1907–1988), US-amerikanischer Militär, Supreme Allied Commander EuropeLauris Norstad (1907–1988)

Lauris Norstad (1907–1988)

- Nørstebø, Kristin (* 1990), norwegische Handballspielerin
- Norstedt, Astrid (* 2001), schwedische Skispringerin
- Norstedt, Reinhold (1843–1911), schwedischer Porträt- und Landschaftsmaler sowie Grafiker und Radierer
- Norstein, Juri Borissowitsch (* 1941), russischer Trickfilmer
- Norsten, Fabian (* 2000), schwedischer Handballspieler
- Norstrand, Idar (1915–1986), norwegischer Politiker (Arbeiderpartiet)
- Norström, Carl Edward (1815–1871), schwedischer Ingenieur und Eisenbahnbauer
- Norström, Erik (1935–2019), schwedischer Jazzmusiker (Tenorsaxophon, Komposition)
- Norström, Mattias (* 1972), schwedischer Eishockeyspieler
- Norström, Tomas (1956–2021), schwedischer Schauspieler

### Nort
- Norte, Nuno (* 1978), portugiesischer Sänger
- Norte, Vítor (* 1951), portugiesischer Schauspieler
- Nörtemann, Carl (1891–1974), deutscher Politiker
- Norten, Ellen (* 1957), deutsche Journalistin, Autorin und Herausgeberin
- Norten, Enrique (* 1954), mexikanischer Architekt
- Norten, Frank (* 1952), deutscher Lyriker
- Nörtershäuser, Wilfried (* 1967), deutscher Physiker
- Nortes, Carmen Ros (* 1953), spanische Ordensschwester und Kurienbeamtin
- Nortey, Isaac (* 1999), ghanaischer Tennisspieler
- North Alone, Sänger, Songwriter und Gitarrist
- North, Alan (1920–2000), US-amerikanischer Schauspieler
- North, Alex (1910–1991), US-amerikanischer Komponist
- North, Alfred John (1855–1917), australischer Ornithologe, Oologe und Juwelier
- North, Andy (* 1950), US-amerikanischer Golfspieler
- North, Astrid (1973–2019), deutsche Soulsängerin
- North, Austin (* 1996), US-amerikanischer SchauspielerAustin North (* 1996)

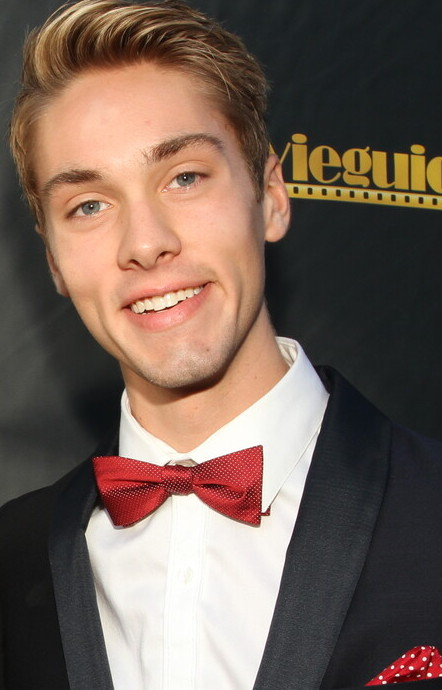
Austin North (* 1996)

- North, Camilla (* 1984), norwegische Sängerin, Songwriterin und Model
- North, Caroline (* 1991), Schweizer Bergführerin und Bergsteigerin
- North, Chandra (* 1973), US-amerikanisches Model
- North, Charles, 5. Baron North (1635–1691), englischer Adliger und Politiker
- North, David (* 1950), US-amerikanischer Politiker der Socialist Equality Party
- North, Douglass (1920–2015), US-amerikanischer Historiker und Ökonom
- North, Dudley, 3. Baron North († 1665), englischer Peer und Politiker
- North, Dudley, 4. Baron North (1602–1677), englischer Adliger, Politiker und Schriftsteller
- North, Dudleya (1675–1712), englische bzw. britische Orientalistin
- North, Dwight O. (1909–1998), US-amerikanischer Physiker und Ingenieur
- North, Edmund H. (1911–1990), US-amerikanischer Drehbuchautor
- North, Edward, 1. Baron North († 1564), englischer Politiker der Tudor-Zeit
- North, Francis, 1. Baron Guilford (1637–1685), englischer Adliger und Lord Keeper of the Great Seal
- North, Francis, 1. Earl of Guilford (1704–1790), englischer Politiker
- North, Frederick, 2. Earl of Guilford (1732–1792), Premierminister von GroßbritannienFrederick North, 2. Earl of Guilford (1732–1792)

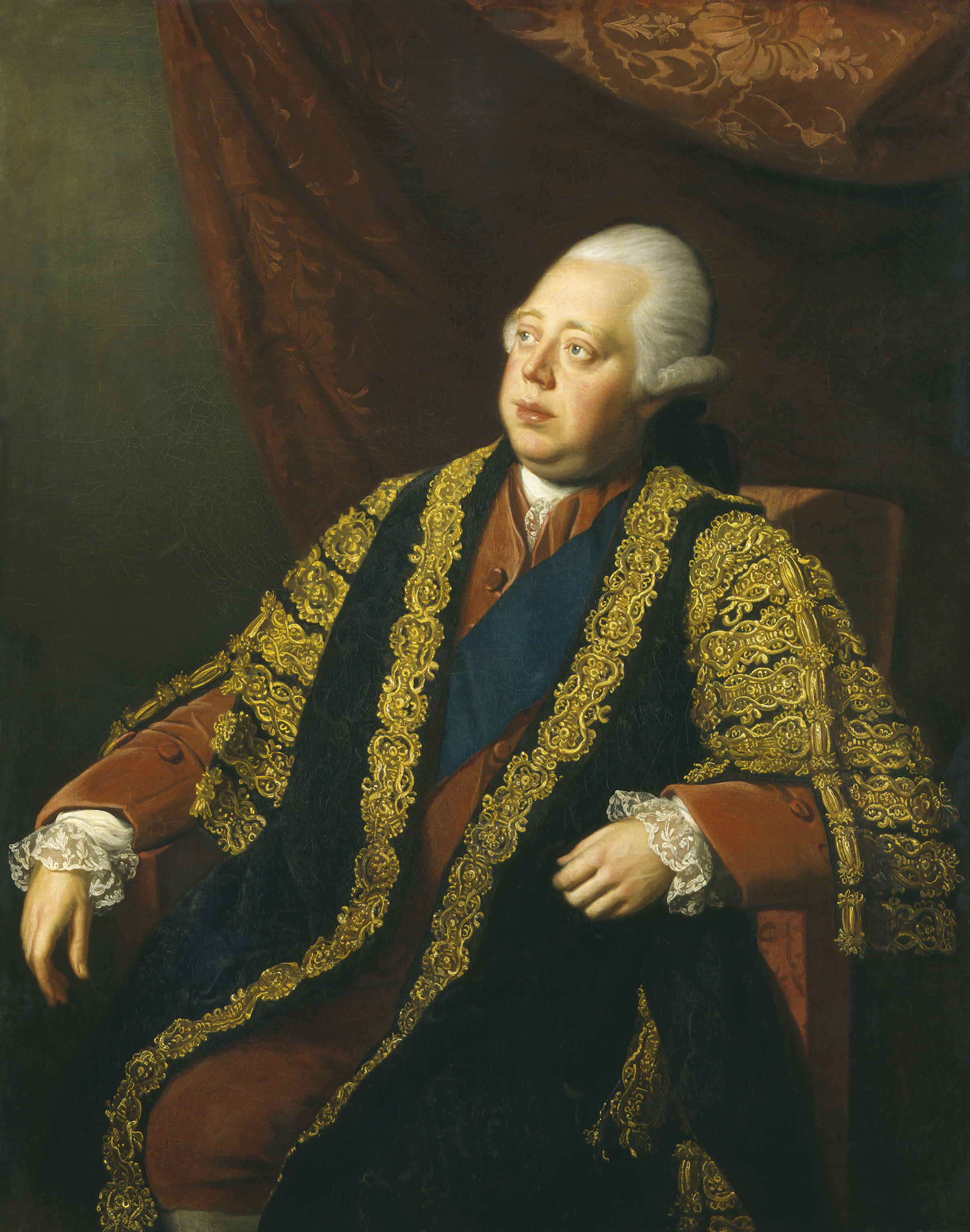
Frederick North, 2. Earl of Guilford (1732–1792)

- North, Frederick, 5. Earl of Guilford (1766–1827), britischer Politiker, Akademiker und Philhellene
- North, Gary L. (* 1954), US-amerikanischer Offizier, General der US Air Force
- North, George (* 1992), walisischer Rugby-Union-Spieler
- North, Gottfried (1920–2003), deutscher Postbeamter, Philatelist und Postgeschichtler
- North, Herbert Luck (1871–1941), britischer Architekt mit Schwerpunkt in Wales
- North, Jade (* 1982), australischer Fußballspieler
- North, Jay (1951–2025), US-amerikanischer Schauspieler
- North, Jean (1828–1894), deutscher Bankier und Politiker, MdR
- North, John A. (* 1938), englischer Althistoriker
- North, John David (1934–2008), britischer Wissenschaftshistoriker
- North, Kent (1971–2007), britischer Pornodarsteller
- North, Klaus (* 1954), deutscher Wirtschaftswissenschaftler
- North, Lowell (1929–2019), US-amerikanischer Segler und Geschäftsmann
- North, Marcel (1909–1990), Schweizer Maler, Kupferstecher, Illustrator und Kolumnist
- North, Marianne (1830–1890), britische Malerin und Weltreisende
- North, Michael (* 1954), deutscher Historiker
- North, Nathaniel, Pirat
- North, Nigel (* 1954), britischer Lautenist
- North, Nolan (* 1970), US-amerikanischer Schauspieler und Synchronsprecher
- North, Oliver (* 1943), amerikanischer Oberstleutnant und CIA-Agent
- North, Peter (* 1957), kanadischer PornodarstellerPeter North (* 1957)

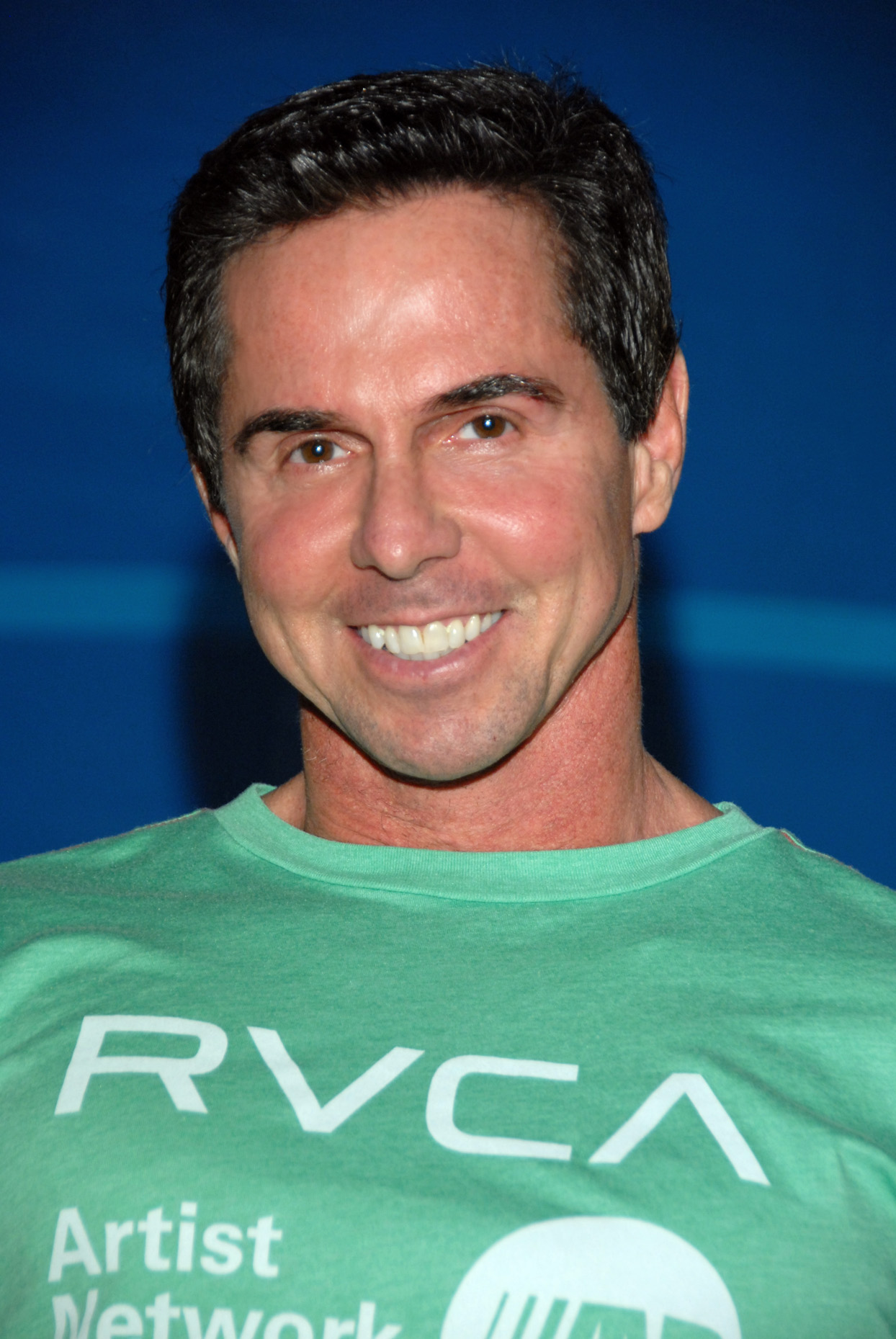
Peter North (* 1957)

- North, Piers, 10. Earl of Guilford (* 1971), britischer Peer und Politiker
- North, Robert (* 1945), US-amerikanischer Tänzer und Choreograph
- North, Robert C. (1914–2002), US-amerikanischer Politikwissenschaftler, Hochschullehrer und Schriftsteller
- North, Roger (1653–1734), englischer Rechtsanwalt, Biograf und Musiktheoretiker
- North, Roger, 2. Baron North (1530–1600), englischer Politiker
- North, Sheree (1932–2005), US-amerikanische Schauspielerin
- North, Solomon Taylor (1853–1917), US-amerikanischer Politiker
- North, Sterling (1906–1974), US-amerikanischer Schriftsteller
- North, Thomas (* 1523), englischer Offizier und Übersetzer
- North, William (1755–1836), US-amerikanischer Politiker
- North, William, 6. Baron North (1678–1734), britischer Adliger, General und Politiker, jakobitischer Verschwörer
- Northam, Bill (1905–1988), australischer Segler
- Northam, Jeremy (* 1961), britischer SchauspielerJeremy Northam (* 1961)

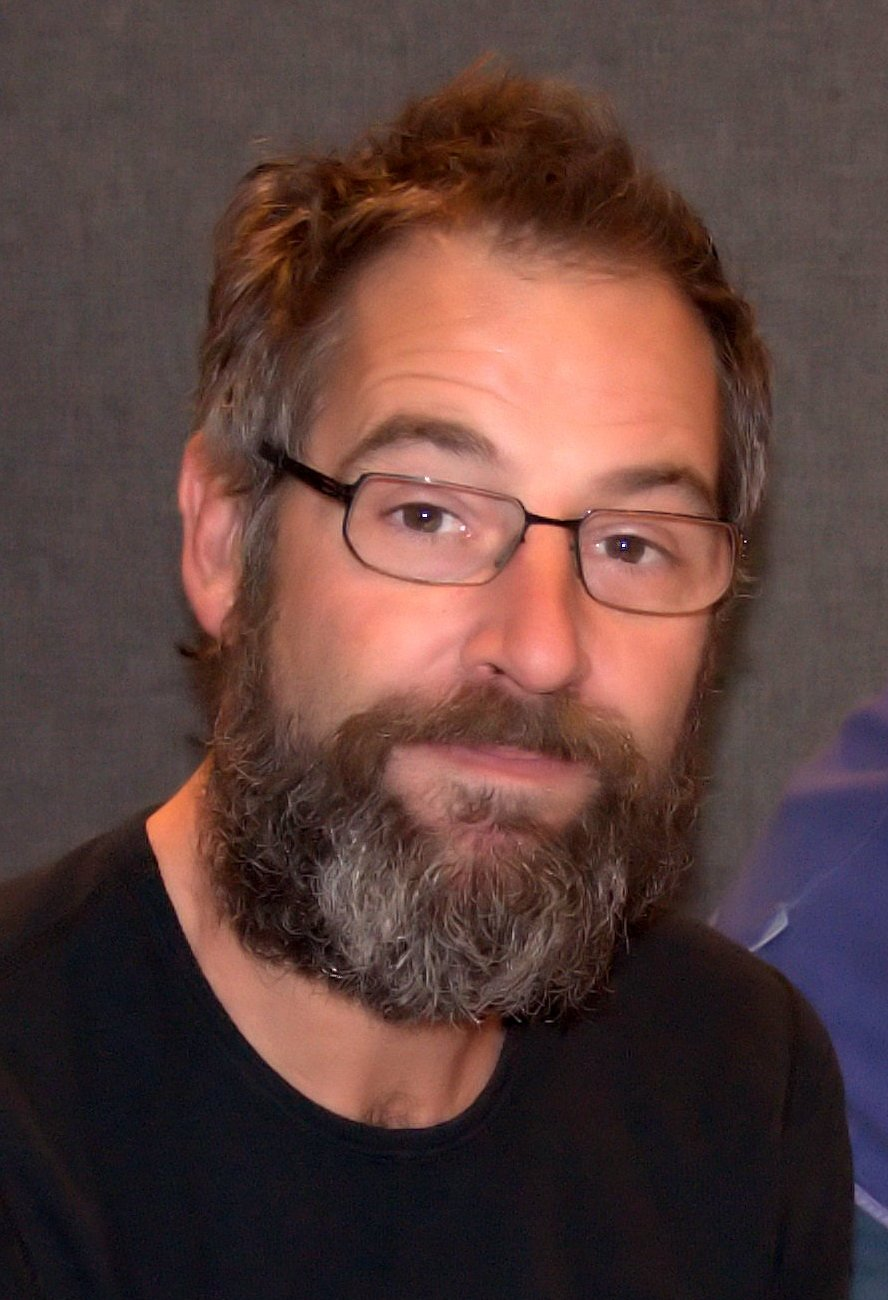
Jeremy Northam (* 1961)

- Northam, Ralph (* 1959), US-amerikanischer Politiker
- Northburgh, Roger († 1358), englischer Geistlicher und Beamter
- Northcote, Henry, 1. Baron Northcote (1846–1911), britischer Politiker und Kolonialadministrator, Generalgouverneur Australiens
- Northcote, James (* 1987), britischer Schauspieler und Synchronsprecher
- Northcote, Stafford, 1. Earl of Iddesleigh (1818–1887), britischer Adliger, konservativer Politiker, Mitglied des House of Commons
- Northcott, Baldy (1908–1986), kanadischer Eishockeyspieler
- Northcott, Douglas (1916–2005), britischer Mathematiker
- Northcott, Elliott (1869–1946), US-amerikanischer Jurist und Diplomat
- Northcott, Gordon (1906–1930), kanadischer Serienmörder
- Northcott, Harry Clifford (1890–1976), US-amerikanischer methodistischer Geistlicher und Bischof
- Northcott, Jordan (* 2002), schottischer Fußballspieler
- Northcott, William (1854–1917), US-amerikanischer Politiker
- Northcroft, Erima Harvey (1884–1953), neuseeländischer Anwalt, Richter am Supreme Court of New Zealand und am Internationalen Gerichtshof für den Fernen Osten
- Northcutt, Frances (* 1943), US-amerikanische Mathematikerin, Informatikerin, Anwältin und Frauenrechtlerin
- Northe, Heinrich (1908–1985), deutscher Diplomat
- Northeast, Philippa (* 1994), australische SchauspielerinPhilippa Northeast (* 1994)

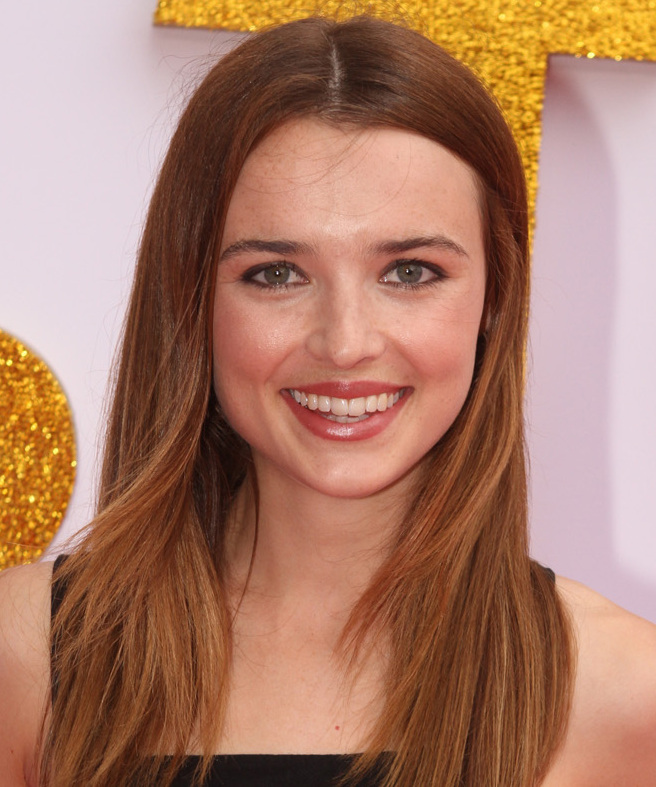
Philippa Northeast (* 1994)

- Northen, Adolph (1828–1876), deutscher Maler
- Northen, William J. (1835–1913), US-amerikanischer Politiker (Demokratische Partei) und Gouverneur von Georgia
- Northern, Bob (1934–2020), US-amerikanischer Jazzmusiker (Waldhorn, Flöte)
- Northey, Edward (1868–1953), britischer Offizier, Gouverneur von Kenia
- Northfield, Gary, Comiczeichner, Autor
- Northfleet, Ellen Gracie (* 1948), brasilianische Richterin
- Northing, Sonja (1968–2024), deutsche Kommunalpolitikerin
- Northley, Michael (* 1987), neuseeländischer Radrennfahrer
- Northmann, Dietrich (1921–1967), deutscher Ingenieur und Hochschullehrer
- Northmann, Hans (1883–1972), deutscher Maler und Gewerbeschullehrer
- Northoff, Christian, Kaufmann, Humanist und Stifter
- Northoff, Georg (* 1963), deutscher Neurophilosoph
- Northoff, Heinrich, deutscher Kleriker und Rotanotar
- Northoff, Robert (* 1952), deutscher Politiker (SPD), MdL und Hochschullehrer
- Northoff, Thomas (* 1947), österreichischer Schriftsteller
- Northover, Lindsay, Baroness Northover (* 1954), britische Politikerin
- Northover, Mark (1950–2004), amerikanisch-britischer Schauspieler
- Northrop, Edward Skottowe (1911–2003), US-amerikanischer Jurist und Politiker
- Northrop, Henry Pinckney (1842–1916), US-amerikanischer Geistlicher, Bischof von Charleston
- Northrop, John Howard (1891–1987), US-amerikanischer Biochemiker
- Northrop, John Knudsen (1895–1981), US-amerikanischer Industrieller und Flugzeugkonstrukteur
- Northrop, Morgan (* 1994), US-amerikanische Freestyle-Skisportlerin
- Northrop, Wayne (1947–2024), US-amerikanischer Schauspieler
- Northrup, Edwin Fitch (1866–1940), US-amerikanischer Physiker
- Northug, Even (* 1995), norwegischer Skilangläufer
- Northug, Petter (* 1986), norwegischer Skilangläufer
- Northug, Tomas (* 1990), norwegischer Skilangläufer
- Northup, Anne (* 1948), US-amerikanische Politikerin
- Northup, Harry (* 1940), US-amerikanischer Schauspieler und Dichter
- Northup, Solomon (* 1808), US-amerikanischer SchriftstellerSolomon Northup (* 1808)

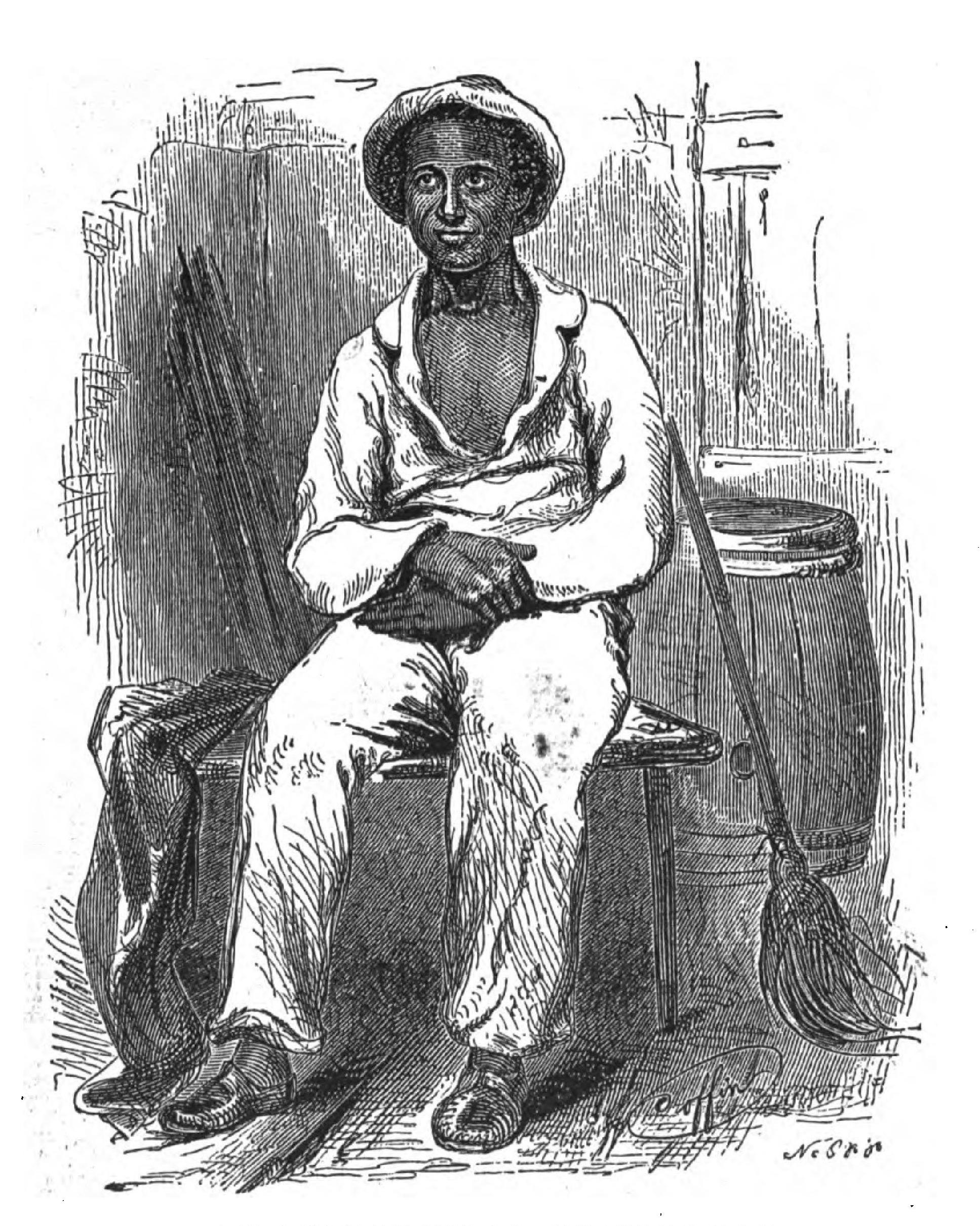
Solomon Northup (* 1808)

- Northup, Tracy (* 1978), US-amerikanische Physikerin
- Northway, Douglas (* 1955), US-amerikanischer Schwimmer
- Northway, Stephen A. (1833–1898), US-amerikanischer Politiker (Republikanische Partei)
- Nortimo, Jorma (1906–1958), finnischer Schauspieler und Regisseur
- Nortje, Anrich (* 1993), südafrikanischer Cricketspieler
- Nortje, Antonie (* 2002), südafrikanischer Sprinter
- Nortje, Elizma (* 1966), namibische Tennisspielerin
- Nortmann, Arthur (1905–1963), deutscher Maler und Filmarchitekt
- Nortmann, Hermann (* 1955), deutscher Behindertensportler
- Nortmann, Robert (* 1987), kanadisch-deutscher Basketballspieler
- Nortmann, Ulrich (* 1956), deutscher Philosoph und Hochschullehrer
- Norton de Matos, José (1867–1955), Premierminister von Portugal
- Norton, Alex (* 1950), schottischer Schauspieler
- Norton, Andre (1912–2005), US-amerikanische Schriftstellerin
- Norton, Andreia (* 1996), portugiesische Fußballspielerin
- Norton, Andrews (1786–1853), US-amerikanischer unitarischer Theologe
- Norton, Barbara (* 1956), deutsche Kanutin
- Norton, Barry (1905–1956), argentinischer Schauspieler
- Norton, Bayes (1903–1967), US-amerikanischer Sprinter
- Norton, Bill L. (* 1943), US-amerikanischer Filmregisseur und Drehbuchautor
- Norton, Brad (* 1975), US-amerikanischer Eishockeyspieler
- Norton, Bradley (* 1991), australischer Fußballspieler
- Norton, Brian (1899–1956), südafrikanischer Tennisspieler
- Norton, Caroline (1808–1877), britische Schriftstellerin
- Norton, Cecil, 1. Baron Rathcreedan (1850–1930), britischer Politiker, Unterhausabgeordneter und Peer
- Norton, Christopher (* 1953), neuseeländischer Komponist, Arrangeur und Herausgeber
- Norton, Clifford John (1891–1990), britischer Botschafter
- Norton, Daniel Sheldon (1829–1870), US-amerikanischer Politiker
- Norton, Deborah (* 1944), britische Schauspielerin
- Norton, Doreen (1922–2007), britische Krankenschwester
- Norton, Ebenezer F. (1774–1851), US-amerikanischer Politiker
- Norton, Edgar (1868–1953), britisch-amerikanischer Schauspieler bei Bühne und Film
- Norton, Edward (* 1969), US-amerikanischer SchauspielerEdward Norton (* 1969)

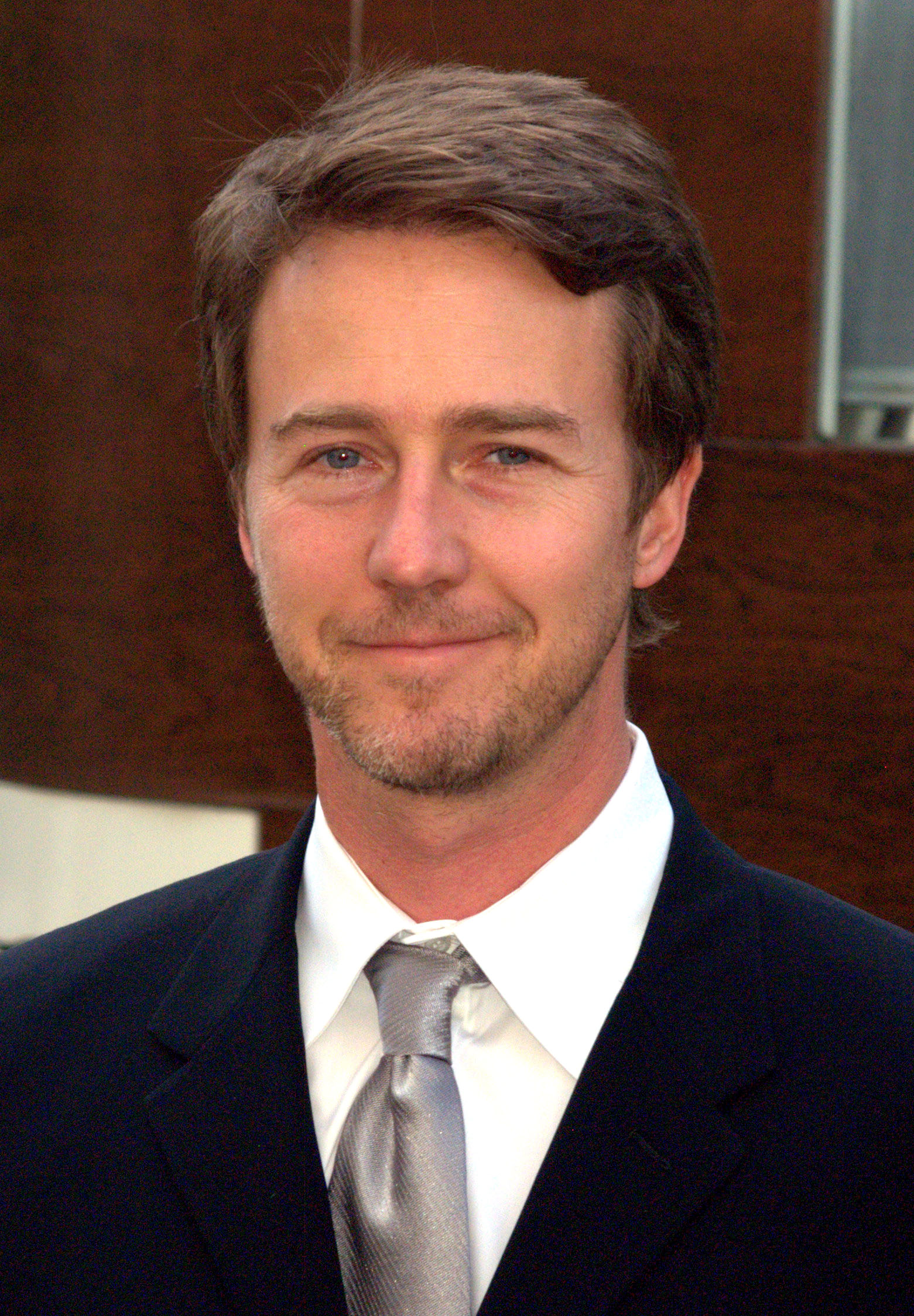
Edward Norton (* 1969)

- Norton, Edward Felix (1884–1954), britischer Armee-Offizier und Bergsteiger
- Norton, Edward Lawry (1898–1983), US-amerikanischer Elektronikingenieur, Namensgeber Norton-Theorem
- Norton, Eleanor Holmes (* 1937), US-amerikanische Juristin und Politikerin der Demokratischen Partei
- Norton, Elijah Hise (1821–1914), US-amerikanischer Jurist und Politiker
- Norton, Emerson (1900–1986), US-amerikanischer Leichtathlet
- Norton, Eunice (1908–2005), US-amerikanische Pianistin
- Norton, Frederick John (1904–1986), britischer Bibliothekar, Romanist und Hispanist
- Norton, Gale (* 1954), US-amerikanische Politikerin
- Norton, George, US-amerikanischer Agrarökonom
- Norton, Gil, britischer Musikproduzent
- Norton, Grace (1834–1926), US-amerikanische Romanistin und Literaturwissenschaftlerin
- Norton, Graham (* 1963), irischer Schauspieler, Comedian, Fernsehmoderator und Autor
- Norton, Greg (* 1959), US-amerikanischer Bassist
- Norton, Holly (* 1993), britische Ruderin
- Norton, James (1843–1920), US-amerikanischer Politiker
- Norton, James (* 1985), britischer SchauspielerJames Norton (* 1985)

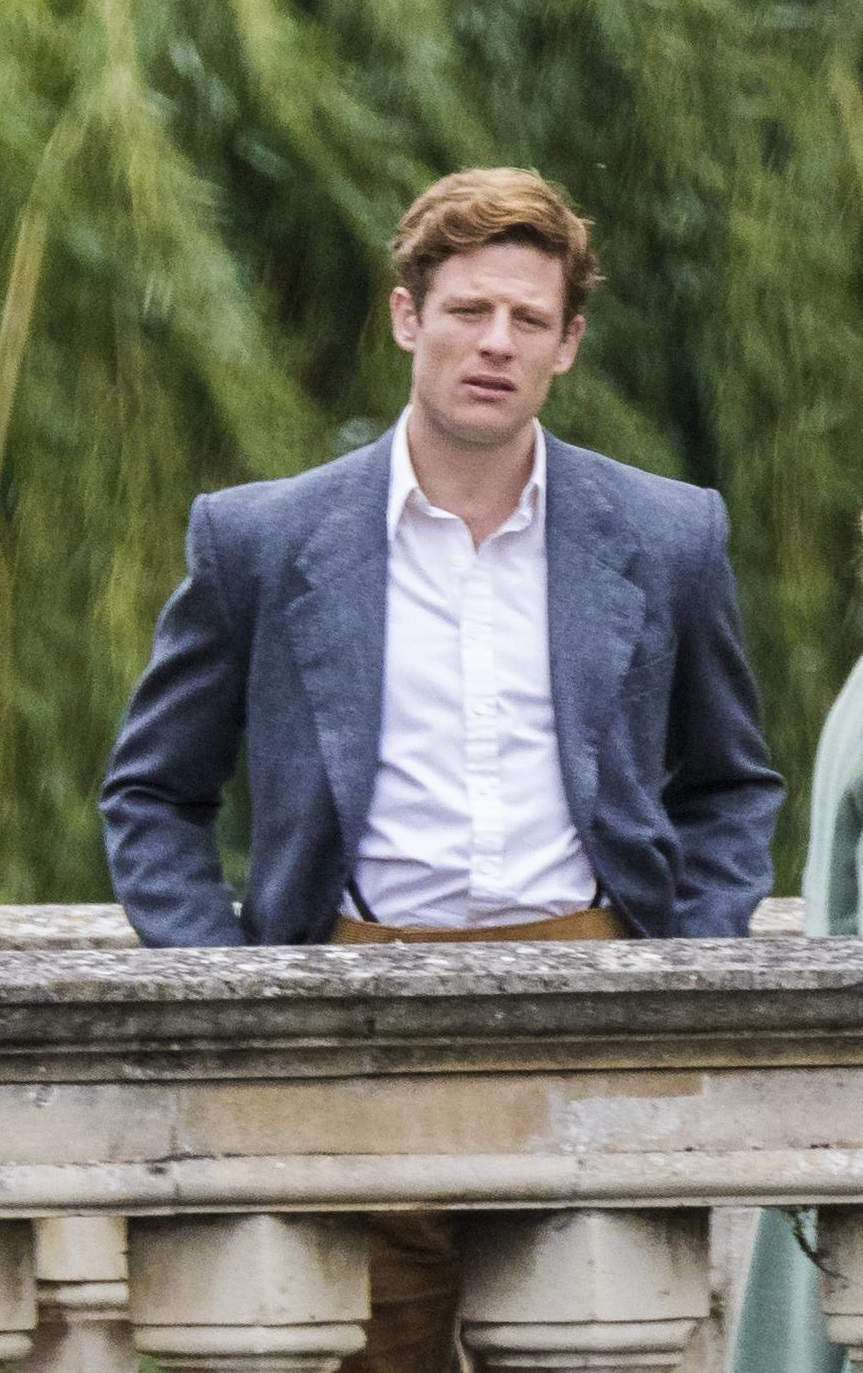
James Norton (* 1985)

- Norton, James A. (1843–1912), US-amerikanischer Politiker
- Norton, James Lansdowne (1869–1925), englischer Motorraddesigner und -erfinder
- Norton, Jane E. (* 1954), US-amerikanische Politikerin
- Norton, Jeff (* 1965), US-amerikanischer Eishockeyspieler
- Norton, Jerry (1931–2020), US-amerikanischer American-Football-Spieler
- Norton, Jesse O. (1812–1875), US-amerikanischer Politiker
- Norton, Jim, US-amerikanischer Jazzmusiker (Holzblasinstrumente, Arrangement, Komposition)
- Norton, Jim (* 1938), irischer Film- und Theaterschauspieler
- Norton, John (1753–1789), britischer Seemann
- Norton, John (1893–1979), US-amerikanischer Leichtathlet
- Norton, John (1899–1987), US-amerikanischer Wasserballspieler
- Norton, John (1918–2004), US-amerikanischer Offizier, Generalleutnant der US-Army
- Norton, John Francis (1891–1963), römisch-katholischer Bischof von Bathurst (Australien)
- Norton, John N. (1878–1960), US-amerikanischer Politiker
- Norton, Joshua († 1880), US-amerikanischer Geschäftsmann und selbsternannter KaiserJoshua Norton († 1880)

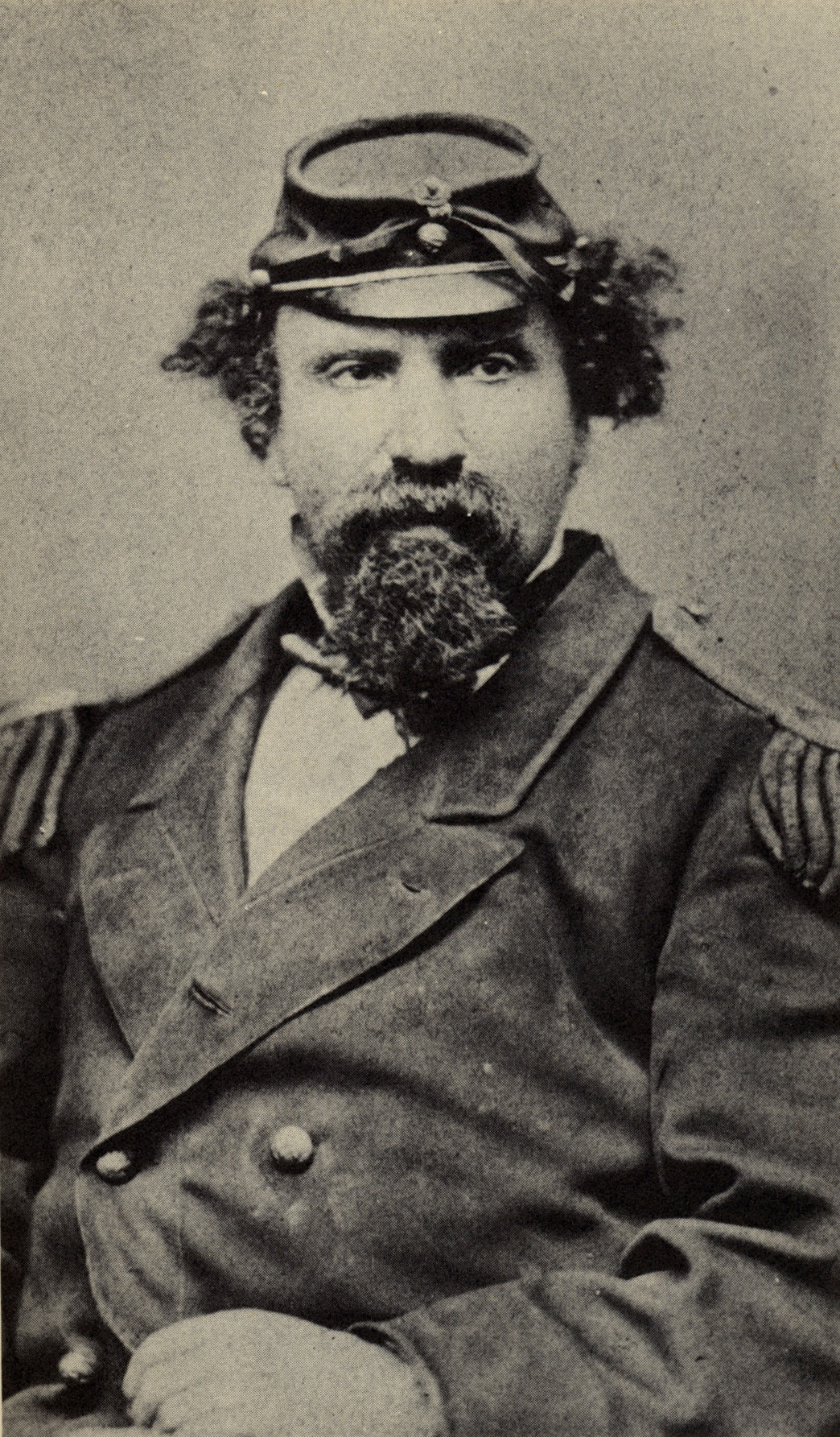
Joshua Norton († 1880)

- Norton, Ken (1943–2013), US-amerikanischer BoxerKen Norton (1943–2013)

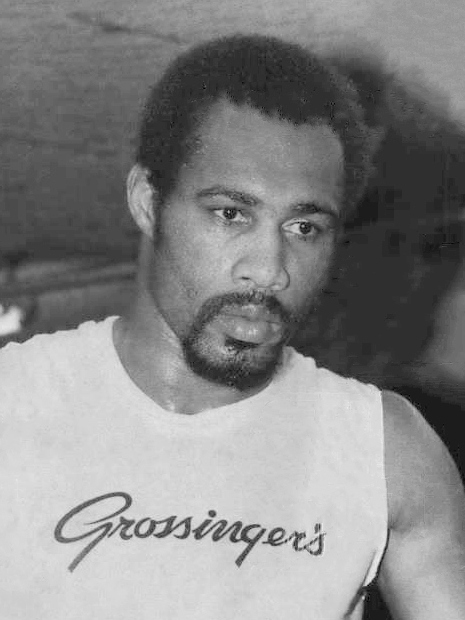
Ken Norton (1943–2013)

- Norton, Ken junior (* 1966), US-amerikanischer American-Football-Spieler und -Trainer
- Norton, Kevin (* 1956), US-amerikanischer Jazzmusiker
- Norton, Mary (1903–1992), britische Kinderbuchautorin
- Norton, Mary Teresa (1875–1959), US-amerikanische Politikerin
- Norton, Miner G. (1857–1926), US-amerikanischer Politiker (Republikanische Partei)
- Norton, Nelson I. (1820–1887), US-amerikanischer Politiker
- Norton, Nimrod Lindsay (1830–1903), US-amerikanischer Farmer, Politiker und Offizier
- Norton, Patrick (* 1928), irischer Politiker
- Norton, Patrick Daniel (1876–1953), US-amerikanischer Politiker
- Norton, Peter (* 1943), US-amerikanischer Software-Entwickler und Unternehmer
- Norton, Philip, Baron Norton of Louth (* 1951), britischer Politiker, Politikwissenschaftler, Hochschullehrer und Autor
- Norton, Ray (* 1937), US-amerikanischer Leichtathlet
- Norton, Richard (1498–1588), englischer Sheriff und katholischer Aufständischer
- Norton, Richard (* 1950), australischer Schauspieler, Stuntman und Filmproduzent
- Norton, Richard Henry (1849–1918), US-amerikanischer Politiker
- Norton, Rictor (* 1945), US-amerikanisch-britischer Historiker und Autor
- Norton, Robert W. (1923–2015), US-amerikanischer Soldat und Politiker
- Norton, Rosanna (1944–2025), US-amerikanische Kostümbildnerin
- Norton, Scott (* 1961), US-amerikanischer Wrestler
- Norton, Simon (1952–2019), englischer Mathematiker
- Norton, Steve, US-amerikanischer Jazz- und Improvisationsmusiker
- Norton, Storm (* 1994), US-amerikanischer American-Football-Spieler
- Norton, Tara (* 1971), kanadische Triathletin
- Norton, Thomas (1433–1513), englischer Alchemist und Dichter
- Norton, Thomas (1532–1584), englischer Dichter und Dramatiker, sowie Jurist
- Norton, Timothy (* 1958), australischer römisch-katholischer Ordensgeistlicher, Bischof von Broome
- Norton, William (1900–1963), irischer Politiker, Minister
- Norton, William W. (1925–2010), US-amerikanischer Drehbuchautor
- Norton-Cuffy, Brooke (* 2004), englischer Fußballspieler
- Norton-Taylor, Judy (* 1958), US-amerikanische SchauspielerinJudy Norton-Taylor (* 1958)

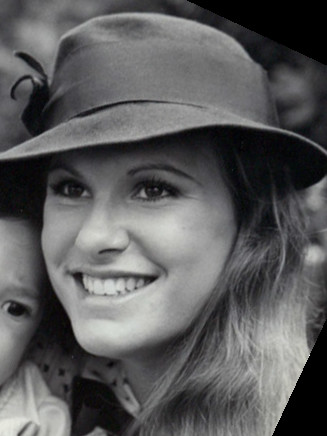
Judy Norton-Taylor (* 1958)

- Nortorp, Hermann († 1467), Weihbischof im Erzbistum Bremen
- Nortpert, Abt des Klosters St. Gallen
- Nortz, Eduard (1868–1939), deutscher Verwaltungsjurist und Ministerialbeamter in Bayern, Politiker (BBM), MdL

### Noru
- Norudde, Anders (* 1960), schwedischer Volksmusiker und Geigenbauer
- Norum, John (* 1964), schwedischer Gitarrist
- Norum, Robin (* 1988), schwedischer Skilangläufer
- Norup, Bent (1936–2007), dänischer Opernsänger (Heldenbariton)
- Nørup-Hansen, Per (* 1944), dänischer Radrennfahrer
- Noruschat, Axel (* 1962), deutscher Fußballspieler

### Norv
- Norvaiša, Balys (* 1908), litauischer Fußballspieler
- Norval, Piet (* 1970), südafrikanischer Tennisspieler
- Nørve, Ivar (* 1941), norwegischer Schauspieler
- Norvell, John (1789–1850), US-amerikanischer demokratischer Senator, Rechtsanwalt und Staatsanwalt
- Norvig, Peter (* 1956), US-amerikanischer Programmierer und Wissenschaftler im Bereich Künstliche Intelligenz
- Norvik, Erling (1928–1998), norwegischer Politiker, Mitglied des Storting und Journalist
- Norvila, Rimantas (* 1957), litauischer katholischer Geistlicher, Jugendbischof und Bischof von Vilkaviškis
- Norvilas, Algimantas (* 1953), litauischer Politiker
- Norvin, William (1878–1940), dänischer Klassischer Philologe und Historiker
- Norvo, Red (1908–1999), US-amerikanischer Jazz-Vibraphonist

### Norw
- Norweb, Raymond Henry (1895–1983), US-amerikanischer Diplomat
- Norwell, Andrew (* 1991), US-amerikanischer American-Football-Spieler
- Norwest, Henry (1881–1918), kanadischer Scharfschütze im Ersten WeltkriegHenry Norwest (1881–1918)

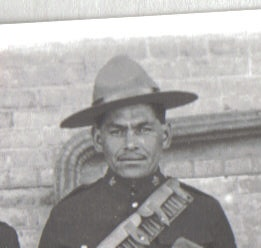
Henry Norwest (1881–1918)

- Norwich, Adam Heinrich (1771–1858), deutscher Kaufmann und Entomologe
- Norwich, Erika (* 1999), norwegische Sängerin
- Norwich, Walter († 1329), englischer Beamter, Richter und Minister
- Norwick, Natalie (1923–2007), US-amerikanische Schauspielerin
- Norwid, Cyprian Kamil (1821–1883), polnischer Dichter
- Norwood, Charlie (1941–2007), US-amerikanischer Politiker
- Norwood, David (* 1968), englischer Schachspieler
- Norwood, Freddie (* 1970), US-amerikanischer Boxer im Federgewicht
- Norwood, Gilbert (1880–1954), britisch-kanadischer Klassischer Philologe und Hochschullehrer
- Norwood, Joseph Granville (1807–1895), US-amerikanischer Arzt, Paläontologe und Geologe
- Norwood, Lee (* 1960), US-amerikanischer Eishockeyspieler und -trainer
- Norwood, Melita (1912–2005), britische Sekretärin, Spionin für die Sowjetunion
- Norwood, Oliver (* 1991), nordirischer Fußballspieler
- Norwood, Rhea (* 2001), britische SchauspielerinRhea Norwood (* 2001)

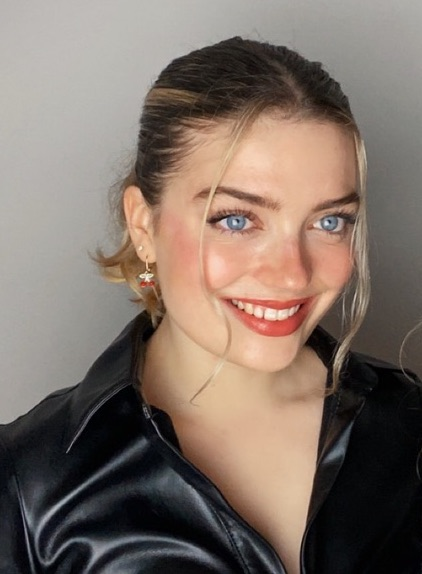
Rhea Norwood (* 2001)

- Norwood, Robin (* 1945), US-amerikanische Schriftstellerin
- Norwood, Scott (* 1960), US-amerikanischer Footballspieler
- Norwood, Sonja (* 1951), US-amerikanische Filmproduzentin und Managerin
- Norwood, Thomas, US-amerikanischer Basketballspieler
- Norwood, Thomas M. (1830–1913), US-amerikanischer Politiker
- Norwood, Vernon (* 1992), US-amerikanischer Sprinter
- Norwood, Virginia (1927–2023), US-amerikanische Physikerin
- Norwood, Willie (* 1955), US-amerikanischer Gospel-Sänger und Vocal Coach
- Norworth, Jack (1879–1959), US-amerikanischer Lyriker, Komponist und Produzent